# Luigi Colani

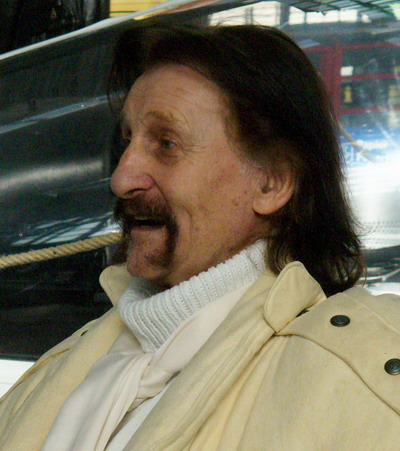
Colani im Jahr 2007

Colani-Signet

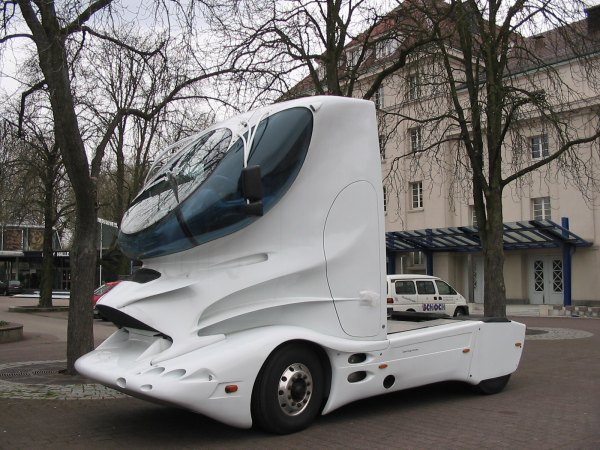
Lkw-Zugmaschine von Luigi Colani: DAF Aero 3000 Truck (2001)

Luigi Colani (* 2. August 1928 in Berlin, gebürtig Lutz Colani; † 16. September 2019 in Karlsruhe) war ein deutscher Designer, der weltweit tätig war.
Colani war bekannt für seine organischen und aerodynamischen Formen für Autos, Flugzeuge und Gebrauchsgegenstände. Ab 1995 verlagerte sich seine Tätigkeit nach China.

## Leben

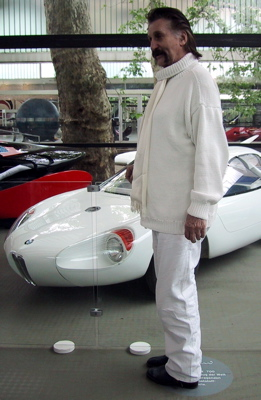
Luigi Colani (2004) vor seinem BMW 700 (1963) mit Doppelwölbung im Dach.

Luigi Colani war der älteste Sohn von Erich Walter (1897–1978) und Luise Colani. Er hatte drei Geschwister. Sein Vater stammte aus Madulain (Kanton Graubünden) in der Schweiz und war irakisch-kurdischer Abstammung. Er war Filmarchitekt und Theatermaler und arbeitete für die Filmproduktionsgesellschaft Tobis. Seine Mutter arbeitete als Souffleuse am Theater am Schiffbauerdamm des Theatereigners und -regisseurs Max Reinhardt. Er wurde in Berlin-Friedenau geboren. Die Familie lebte sowohl im Schöneberger Kiez „Rote Insel“ als auch beim Marienfelder Atelier des Vaters. Seine Geschwister, zwei Brüder und eine Schwester, mussten wie er ihr Spielzeug selber schaffen. „Meine Eltern […] bastelten mir vor. Sie waren beide sehr begabte Werker mit der Hand. Ich war das einzige Schulkind der Welt, das nach der Schule nach Hause gerannt ist, um mit denen zu basteln.“ „Ich war mit fünf Jahren schon ein begnadeter kleiner Bildhauer.“
Ab 1935 wuchs er in Berlin-Johannisthal auf, unmittelbar neben dem Motorflugplatz Johannisthal-Adlershof. Während seiner Schulzeit hatte er „für die Frauen in der Umgebung [sowie der] Familie Schuhe gemacht und für sich selbst Kleidungsstücke umgeändert.“
Das Ende des Zweiten Weltkriegs verbrachte er als Flak-Helfer in Saerbeck (Münsterland), dann während der Semesterferien in einer Kornbrennerei.
Colani studierte 1946 Bildhauerei und Malerei an der Hochschule für Bildende Künste in Berlin und brach das Studium ab, weil „mein Professor in der Bildhauerei mir nichts mehr beibringen“ konnte. Von 1949 bis 1952 studierte er Aerodynamik und Ultraleichtbau an der École polytechnique in Paris und danach Analytische Philosophie an der Pariser Sorbonne. Um das Studium in Paris finanzieren zu können, arbeitete er vorher im Alter von 19 Jahren ein dreiviertel Jahr lang in einem Kohlebergwerk bei Lille. 1953 war er für ein Jahr beim kalifornischen Flugzeughersteller Douglas Aircraft Company als Leiter einer Projektgruppe  New Materials im Bereich der Materialwissenschaft und Werkstofftechnik tätig. Ab 1954 gestaltete er in Frankreich Kunststoffkarosserien für die Autoindustrie (Simca) und setzte dies ab 1955 in Berlin fort. In dem Karosseriebauunternehmen Erdmann & Rossi in Berlin erlernte er von Grund auf das Handwerk des Karosseriebaus. Nach Arbeiten für Fiat/Rometsch (1954) folgten weitere Aufträge italienischer Automobilhersteller wie Alfa Romeo und Lancia. Außerdem arbeitete Colani in den Berliner Kant-Garagen bei Hans Wax, wo er glasfaserverstärkte Kunststoff-Karosserien auf Basis des Alfa Romeo Giulietta entwarf, darunter für den Abarth-Alfa Romeo 1300 Berlinetta, der heute noch existiert.
1957 fuhr ein Alfa Romeo mit seiner Karosserie als erster GT-Sportwagen der Welt unter zehn Minuten um die Nordschleife des Nürburgrings. In diesem Jahr benannte er sich in Luigi Colani um.
In den 1960er bis 1970er Jahren erweiterte er seine Designtätigkeit auf Möbel und Gebrauchsgegenstände. Er ließ sich im westfälischen Rheda-Wiedenbrück nieder, einem Zentrum der Möbelindustrie, und baute ein Designerteam auf, das schließlich aus 30 Mitarbeitern bestand. Zunächst entwarf er ab 1965 Mobiliar für die Möbelhauskette Asko, dann für Cor, Fritz Hansen, Burkhard Lübke, Poggenpohl, Sulo (damals Suloplast) und dessen Markenprodukte „Caroline“.
1971 veröffentlichte Colani ein Manifest für neue, biomorphe Gestaltungsformen in allen Bereichen der Gesellschaft, das den Namen Ylem trug. Ylem bedeutet im Mittelenglischen sinngemäß die Ursubstanz, aus der alle Materie gebildet wird. Ylem wiederum leitet sich aus dem altgriechischen Begriff für Materie ab: ὕλη (hýlē). Auf 120 losen Blättern in einem Kunststoffkoffer entfaltete er vor allem zeichnerisch seine Ideen für eine menschengerechtere Gesellschaft.

### Schloss Harkotten
Von 1972 bis 1981 hatte der mittlerweile vermögende Colani sein Designatelier auf Schloss Harkotten in Westfalen. Die Zeit der dortigen Designfactory wurde zur intensivsten Schaffensperiode von Colani. Hier bildete er große Teams mit jungen Designern, die gerade ihr Studium beendet hatten. Jede Woche kamen neue Praktikanten dazu, andere gingen und weitere kamen wieder zurück. Im Durchschnitt blieben die Mitarbeiter drei bis sechs Monate. Ebenso wollten auch Ingenieure aus der Flugzeugindustrie und anderen Industriezweigen ihr Wissen über ergonomische Formgestaltung erweitern. Insgesamt haben sich in Colanis Atelier mehrere tausend Mitarbeiter weitergebildet. In dieser Dekade nahmen Colani und seine Kollegen Aufträge aus allen Industrieländern und aus allen Branchen an. „Harkotten wurde zu einer Art Wallfahrtsort“ für die Industrie.
Mit zunehmendem Erfolg wuchs auch ein Anteil der Auseinandersetzungen mit den Industriekunden, die es gewohnt waren, dass ihre Vorstellungen vom Aussehen eines bestimmten Gegenstands unmittelbar und reibungslos umgesetzt wurden. Colani lehnte diese Vorgaben ab und bestand auf seiner Schöpfungsfreiheit. Zugleich verzichtete er auf einen vermittelnden Umgangston und stieß zunehmend Kunden mit seiner konfrontativen Weise ab. Allgemein hielt sich Colani bei Kritiken wenig zurück, so etwa bezeichnete er seine Gegner oft als „Idioten“, ebenso jene Kollegen, die er als unfähig erachtete. „In manchen Fällen [habe ich] sicher [meine Wortwahl bereut], weil mir sehr oft Jobs durch die Lappen gegangen sind, da ich den Leuten die Wahrheit auf den Kopf zusagte. In einer Welt der Lüge ist es eine höchst gefährliche Sache, die Wahrheit zu sagen.“ „Mit dieser Art des Auftretens hat er sich sehr geschadet und viele Feinde gemacht“, sagt Peter Weibel, Leiter des Karlsruher Zentrums für Kunst und Medientechnologie (ZKM). Deshalb erfahre Colani hier auch nicht die Würdigung, die ihm eigentlich gebühre.
Die größten Probleme bereiteten ihm die leitenden Angestellten und Ingenieure der deutschen Automobilindustrie. Deren mangelnde Innovationsbereitschaft führte schließlich zu seiner Auswanderung nach Japan. „Doch weil ich Firmen wie Mercedes wegen ihrer rückständigen Formen immer wieder in den Arsch getreten habe, haben sie es sich zur Aufgabe gemacht, Colani in Deutschland unmöglich zu machen. Und das haben sie auch geschafft. Es ist doch komisch, dass ich in meinem eigenen Land keinen Fuß auf den Boden bekomme und überall sonst auf der Welt eine Supertopfigur bin. Darum bin ich auch gegangen.“

### Japan und China
Auf Einladung von fünf japanischen Unternehmen richtete er 1973 ein Colani-Design-Center in Japan ein. Ab 1982 war er fünf Jahre lang in Japan, so als Chefdesigner bei Canon. 1986 kehrte er nach Europa zurück und arbeitete in einem Hangar bei der Schweizer Hauptstadt Bern.
Ab 1995 verlagerte sich seine Tätigkeit nach China, wo er an der Universität Tongji in Shanghai die Professur für Design übernahm. Auf der Insel Chong Mingh bei Shanghai plante er ab 1995 sein „Lebenswerk und Vermächtnis“, die Eco-City, die in der Form dem menschlichen Körper nachempfunden war: eine Wissenschaftsstadt für 50.000 Wissenschaftler. Das Projekt wurde nicht verwirklicht.
2008 eröffnete er ein Design-Studio in Beihai (Guangxi), Süd-China, wo er sich an der Entwicklung von Windkraftwerken beteiligte. 2009 wurde die erste Windenergieanlage von Avantis präsentiert, dessen ovale Gondel Colani entwarf.
Am 9. Mai 2014 eröffnete er das Jiangnan Colani Design Institut in Changzhou bei Shanghai, an dem er sich mit zehn Millionen Euro beteiligte. Colani sah das Institut als „Nukleus“ (Kern) für die Entwicklung des chinesischen Industriedesigns. Während seiner Zeit in China arbeitete Colani mit mehreren Designern zusammen. Eine davon war die Designerin und Dozentin Hellen Westerhof, die in verschiedenen Presseberichten als seine letzte Meisterschülerin bezeichnet wurde. Sie kannte Colani 15 Jahre lang und arbeitete in zwei Phasen an seiner Seite: 2004/2005 in seiner Design Factory in Karlsruhe und 2015 in China, wo sie ihn in der kreativen Leitung unterstützte. Nach seinem Tod hält sie Vorträge und gibt Interviews über Colanis Designphilosophie und deren Bedeutung für die heutige Designwelt.
2018 arbeitete er in China an zwei Wohnwagentypen sowie an einem Elektroauto, deren Produktion er selbst übernehmen wollte.

### Ergonomie und Aerodynamik
Effektive und energieeffiziente Ergonomie muss nach Colani von rechten Winkeln und von geraden Kanten befreit sein. Mit einer kurvenförmigen Linienführung bildet er die evolutionär erprobten organischen Formen der Natur nach. „Der Mensch hat ja erst seit 200 Jahren Technik und die Natur löst seit Milliarden Jahren höchst raffiniert Probleme.“ Ein Beispiel für diesen Anspruch ist die Kugelküche „experiment 70“ (1970) für den deutschen Küchenmöbelhersteller Poggenpohl, die 1970 auf der internationalen Möbelmesse in Köln vorgestellt wurde. Auf einem Drehstuhl erreicht man in Griffweite alle Gerätschaften und Schrankfächer.

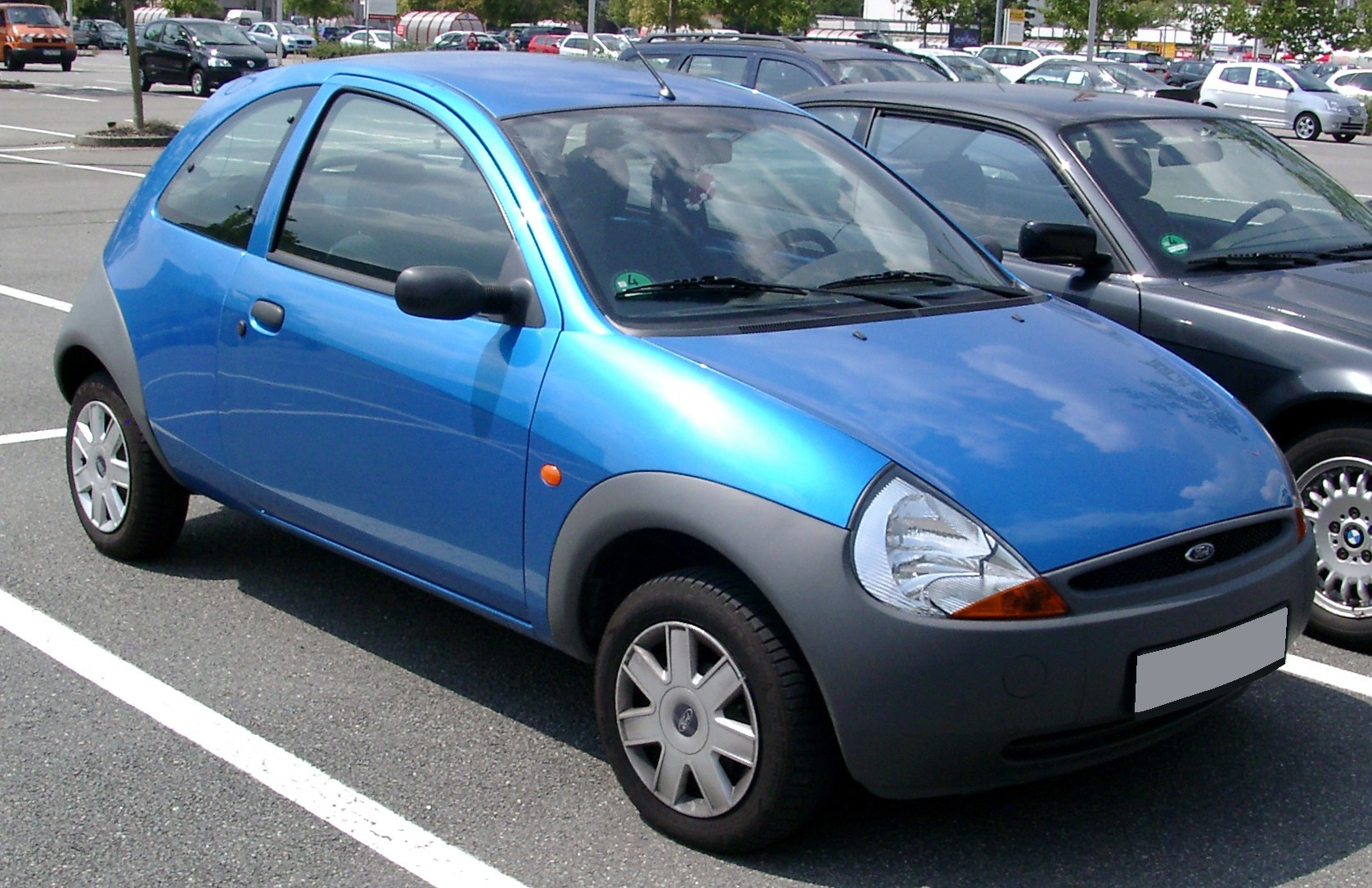
Ford Ka Colani, 1998

Zahlreiche seiner kleineren Gebrauchsgüter (Sanitärkeramik für Villeroy & Boch, Bad-Armaturen für Grohe, Fernseher, Computermäuse) wurden in Serie produziert und haben bei Liebhabern Verbreitung gefunden. Seine großen Projekte dagegen wie die aerodynamischen Entwürfe von Lkw unter anderem für Larag, Daimler-Benz und Serien-Pkw wurden aus „praktischen Gründen“ nicht in Serien hergestellt. Der Treibstoffverbrauch seiner Modelle verringerte sich im Vergleich zu konventionell gebauten Fahrzeugen deutlich, da er im Fall der Lkw um 30 % niedriger lag als bei den Serienfahrzeugen. Nach einer aerodynamischen Verbesserung der Karosserie von mehreren Serien-Pkw-Typen wie BMW 700 (1959), VW Polo (1976), Citroën 2CV (1981), Lada Gorbi (1987), Ford Ka Colani (1998) erhöhte sich deren Geschwindigkeit bei zugleich geringerem Kraftstoffverbrauch. Der Kölner Ford-Händler R&S Mobile ließ nach der Essen Motor Show im November 1998 den „aerodynamisch optimierten“ Ford Ka Colani in einer Kleinserie von 200 Wagen anfertigen.
In einem Interview anlässlich seiner Gesamtwerkausstellung 2004 in Karlsruhe erklärte er den Widerstand der Automobil-Industrie und der Politik gegenüber seinen energieeffizienten, aerodynamischen Fahrzeugen: „Sehen Sie, ich habe vor ca. 25 Jahren die ersten Stromlinien-Lkws entwickelt als die erste [[sic!] die zweite] Erdölkrise [1979] uns ins Haus stand. Die Lkw-Branche ist so zugenagelt, dass sie nicht begreift und nicht will, dass dieses Zeug auf die Straße kommt. Aus dem Umfeld des Bundesverkehrsministers, da wurde mir gesagt, wenn alle Lkws so viel weniger verbrauchen würden, dann gäbe es im Staatssäckel rund 16 Milliarden weniger Mineralölsteuern. Das wurde mir mal schnell mit ein paar Knöppe drücken ausgerechnet.“
Über die Anzahl seiner Entwürfe und seiner realisierten Produkte kursieren unterschiedliche Angaben. Die Zahlenangaben der Entwürfe erstrecken sich von 4000 (2018) über 5000 (2008) bis hin zu 20.000 (2009). Colani betonte mehrmals, dass die meisten seiner Entwürfe, die er Kunden vorlegt, auch produziert werden, nämlich 70 %. Ein dpa-Artikel von 2018 kippte dieses Verhältnis erstmals um, von 70 % Serienproduktionen in 70 % Ablehnungen, was nolens volens einer Verwechslung zugrunde liegt. In einem SpOn-Nachruf eskalierte man diese falsche Behauptung, in dem SpOn diese Behauptung nun Colani selbst zuschrieb. 2008 meinte er dazu, dass er mehr entwerfe als er Kunden anbiete: „Meine Archive sind so voll, ich könnte die gesamte europäische Industrie mit Dingen zuwerfen bis ins Jahr 2030.“ Dieses Entwerfen aus eigener Initiative heraus und auf Vorrat bezeichnet er daher schon seit längerer Zeit als „Forschungsunternehmen“. „‚Wir sind ein Forschungsunternehmen. Wir wollen Vorbilder geben‘. Was er jetzt entwerfe, werde vielleicht in 10 oder 15 Jahren gebaut.“

### Professuren
Colani hatte 1983 eine Professur in Tokio, Japan. 1988 wurde er Ehrenprofessor an der Hochschule für Künste Bremen und seit 1995 war er Gastprofessor an der Shanghaier Tongji-Universität im College für Architektur und Stadtplanung. Seit 2007 war er Gastprofessor für Transport-Design an der Elite-Universität Tsinghua in Beijing.
Im Wintersemester 2011/12, parallel zur Retrospektive seines Gesamtwerks im Mailänder Triennale-Design-Museum, richtete er in Zusammenarbeit mit der Politecnico di Milano das Colani BioDesign Research Center ein. In dieser Denkfabrik („Think tank“) sollten junge Talente mit den Grundlagen des Biodesign vertraut gemacht werden. Bereits 2007 führte die Politecnico di Milano den Master-Studiengang Biodesign ein.
2013 hatte er „sieben oder acht“ Professuren, darunter eine in Moskau.

### Gestaltung
In einem Interview zu seinem 80. Geburtstag schilderte er seinen Prozess der Ideenfindung und Formenschöpfung. Zunächst sei ein praktisches Problem zu lösen. Unter Zuhilfenahme eines Mikroskops studierte er pflanzliche Strukturen, die er auf einem Block skizzierte und mit Bemerkungen kommentierte. Das geschehe in den „sehr frühen Morgenstunden, wenn das Gehirn ausgeruht ist.“ Danach modellierte Colani in Plastilin oder Gips die gefundene Struktur im Maßstab 1 : 10 und häufig auch mit einem großen Styroporblock, den er mit heißem Draht formte.

„Hier auf einem Quadratmeter Gartenboden finden Sie die ganze Welt der Höchsttechnologie, der Mechanismen, der Mechatronik, die feinsten konstruktiven Faserstränge, Hohlkörper, Rispen, Dolden, Knollen. Das sind die intelligentesten Verpackungstechniken und Konstruktionsverfahren!“

Schon sein Vater habe ihm in seiner Jugend geraten, in der Natur nach Antworten zu suchen: „Ich stellte Fragen und die Natur antwortete mir.“ Als Jugendlicher war er fasziniert von den detaillierten Zeichnungen kleiner Meeresorganismen, die der Zoologe Ernst Haeckel in seinem Bildband Kunstformen der Natur um die Jahrhundertwende veröffentlicht hatte. Bis ins hohe Alter war Colani ein Schöpfer von neuartigen Formen geblieben („working like a madman“). Seine vielen Tätigkeiten an mehreren Projekten zugleich empfand er nicht als Arbeit, da es ihm „Spaß“ und eine „große Freude“ bereitete. Noch mit 85 Jahren hatte er einen Arbeitstag von 14 Stunden. Auch unterwegs zeichnete Colani seine Ideen auf: „Ich reise im Monat zweimal um die Welt und verbrauche auf den Flügen manchmal eine Kugelschreibermine und einen ganzen Schreibblock.“ Computer Aided Design lehnte er ab, weil es die Kreativität mindern würde. Zu jedem Objekt, das er bearbeiten wollte, las er zunächst die Fachliteratur: „Ich lese tonnenweise Papier, ich ziehe mir alles Mögliche rein, was mich interessieren muss, um „à la page“ [= auf dem neuesten Stand] zu bleiben. Ob das nun Tanker sind oder Hochgeschwindigkeitszüge oder neue Raketentechniken oder ein neues Metall, das man in Büstenhalter einbauen kann [...]“ Bei der Gestaltung eines Objektes untersuchte er nicht nur die optimale äußere Form eines Objektes, sondern bezog auch die Konstruktion des Inneren mit ein.
Zu seinen größten Bewunderern zählten die Industriedesigner Ross Lovegrove und Karim Rashid, worauf er „sehr stolz“ war. Colani wiederum verehrte die futuristischen Entwürfe seines Kollegen und Filmdesigners Syd Mead, die organischen Bauwerke von Antoni Gaudí und Hieronymus Bosch, den großen niederländischen Maler. Bosch war für ihn „ein Superphantast, der ganz neue Betrachtungsweisen für unsere Umwelt gezeigt hat.“ In der Bildhauerei war Auguste Rodin das große Vorbild für Colani.

### Privatleben
Luigi Colani hatte zwei Söhne und lebte ab Mitte der 1990er Jahre mit der Chinesin Ya-Zhen Zhao zusammen. Ab 2002 hatte Colani seinen Hauptwohnsitz im Karlsruher Stadtteil Neureut, weil dieser nahe beim Mercedes-LKW-Werk Wörth liegt. Bis dahin lebte er ab 1995 in Shanghai, danach in Beihai, Südchina. Einen weiteren Wohnsitz hatte er ab 2011 in Mailand. Sein Sohn Solon Luigi Colani (* 1972) arbeitet als freischaffender Designer und Spezialist für Filmspezialeffekte in Berlin. Sein jüngerer Bruder Victor Colani (* 1933) wohnt in Norderstedt bei Hamburg und war lange Zeit in einer leitenden Stellung in der Textilindustrie tätig. Außerdem war er nebenberuflich als Designer aktiv. Victor Colani arbeitete in den 1970er-Jahren in der Designfactory seines Bruders auf Schloss Harkotten mit.

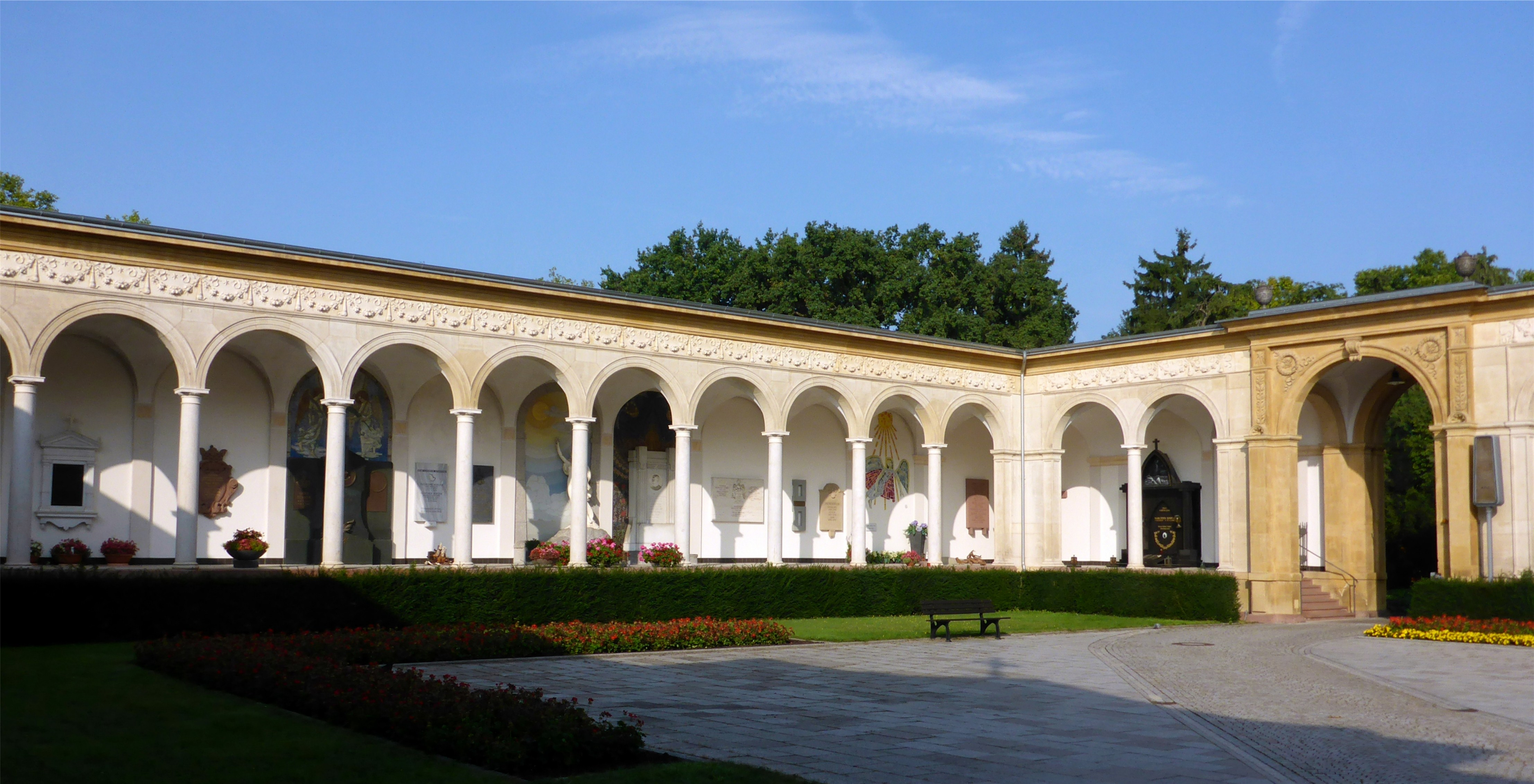
Ehrenhof im Hauptfriedhof Karlsruhe, Gruftenhalle

In den 1980er-Jahren vermittelte ihm der Aufsichtsratsvorsitzende der Deutschen Airbus AG, Franz Josef Strauß, einen Beratervertrag mit Airbus in Toulouse. In der Umgebung von Toulouse kaufte sich Colani vorübergehend das Schloss Château Haut in Guitalens-L'Albarède aus dem 17. Jahrhundert, in dem er sich bis zu seinem Umzug nach China 1995 an den Wochenenden aufhielt.
Der Schweizer Karosseriebauer Jürg Bärtschi gehörte seit den 1980er Jahren zu Colanis engsten Freunden. Bärtschi und Colani arbeiteten gemeinsam an vielen Fahr- und Flugzeugen. Im Herbst 2012 präsentierte er eine Ausstellung zu Colanis Werk, die von Colani eröffnet wurde. In seiner Freizeit betrieb Colani Tauchsport und sagte, dass er „ein Drittel meines Lebens unter Wasser, im Pazifik“ verbracht habe.

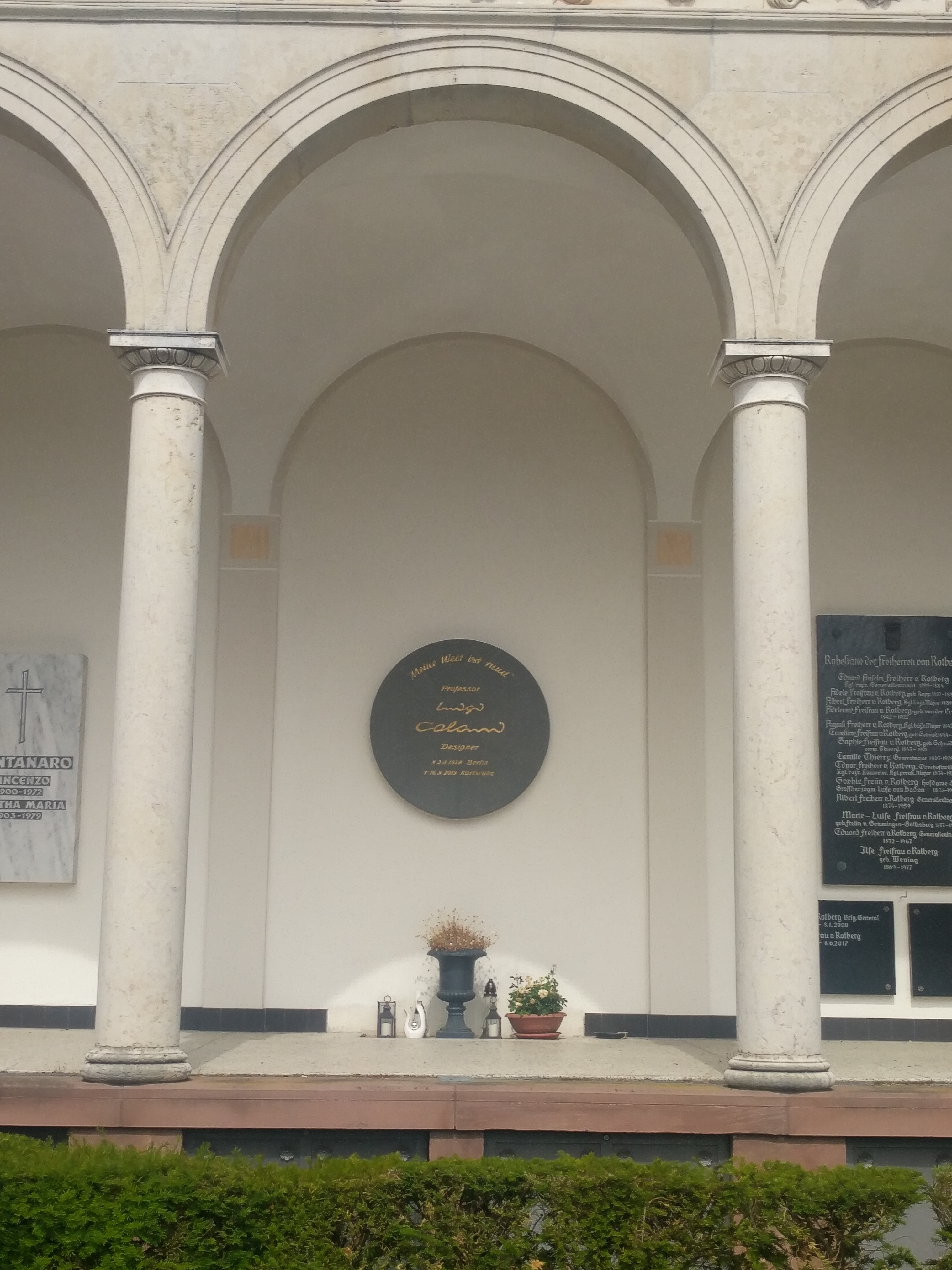
Grabstätte von Colani, Ehrenhof des Hauptfriedhofs Karlsruhe

Colani starb 2019 nach schwerer Krankheit im Alter von 91 Jahren in Karlsruhe. Er wurde am 5. Oktober 2019 in einem „Ewigkeitsgrab“, einer Gruft (Gruftenhalle 63/64) im Ehrenhof am Haupteingang des Hauptfriedhofes in Karlsruhe beigesetzt. Der Sarg war von ihm selbst entworfen worden. Eine der vier Trauerreden hielt der Kunsthistoriker, Kurator und Colanis Freund Albrecht Bangert.

## Werk
Seit Mitte der 1950er-Jahre entwarf er Autos (Fiat, Alfa Romeo, Lancia, VW, BMW), ab Mitte der 1960er-Jahre auch Möbel. In den 1970er-Jahren erweiterte er sein Tätigkeitsfeld auf weitere Bereiche, darunter Brillen, Ferngläser für Bresser, Geschirr, Flugzeuge, Kugelschreiber, Fernseher für RFT Staßfurt (später produziert von TechniSat), Computer und -zubehör und vieles andere mehr.

### Haushaltswaren und mehr

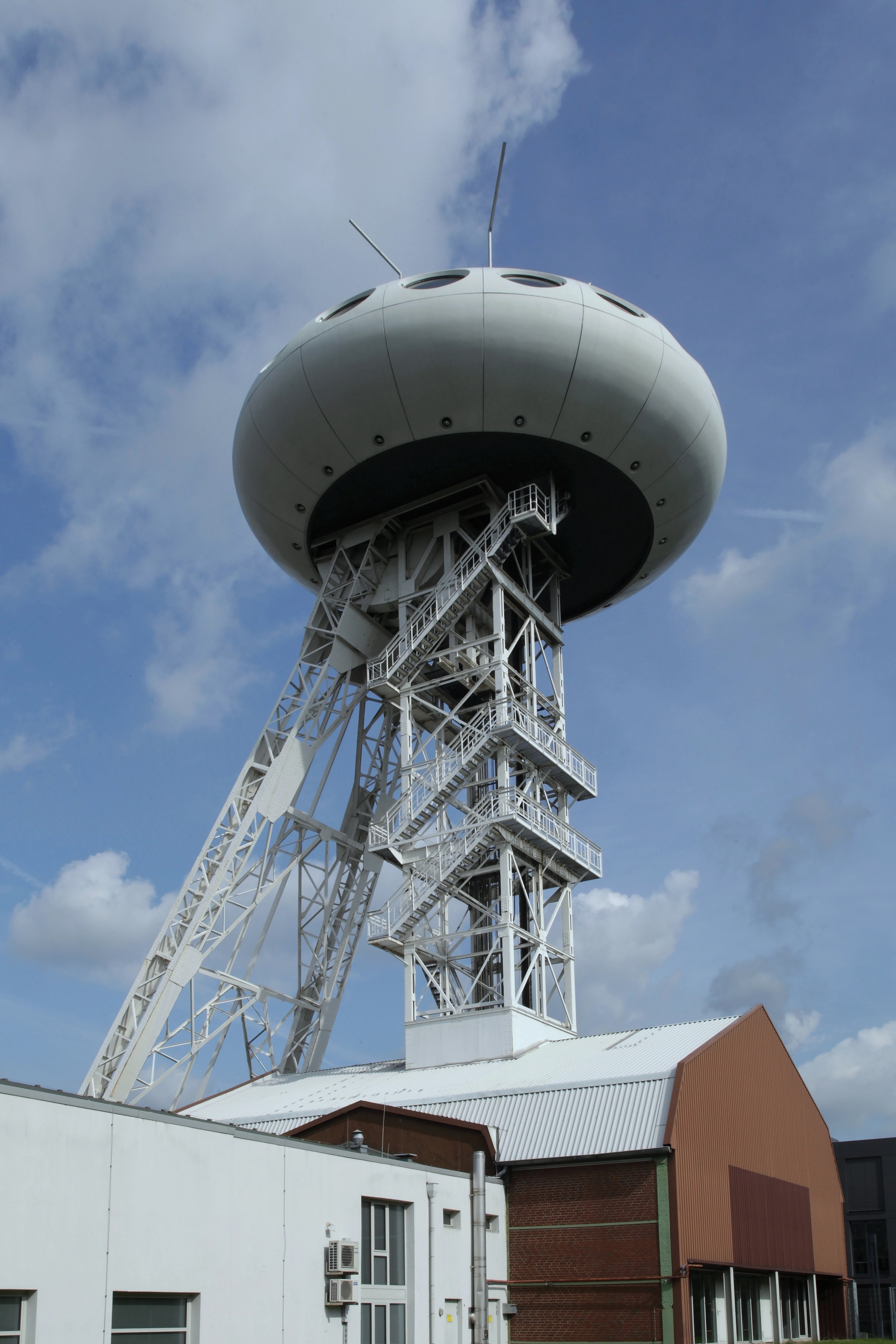
Das „Colani-Ei“, ein 1995 umgebauter Zechen-Förderturm in Lünen-Brambauer

Ende der 1960er-Jahre arbeitete er rund zwei Jahre lang für den sauerländischen Objektmöbelhersteller Kusch+Co und entwarf u. a. die ergonomische Liege TV-relax und einen dazugehörigen Sessel. Die Liege ist ein fester Bestandteil der ständigen Ausstellung der Pinakothek der Moderne in München.
Für den Porzellanwarenhersteller Rosenthal entwarf Colani 1972 das weiße, neunteilige Teeservice Drop. Der Griff der Teekanne steht nicht wie üblich von der Kanne ab, da dieser hier durch eine Griffmulde, einer Einbuchtung in die Kanne geschaffen wird. Da der Kannendeckel ebenfalls bündig in der Kanne eingesenkt ist, erhält der Teetopf die Form eines Tropfens (drop). Zugleich erleichtert der zentralnah gelegene Griff das Ausgießen durch seine bessere Hebelwirkung. 1972 erhielt es die Auszeichnung Die gute Industrieform – iF. Entgegen ihrem Namen ist diese „atemberaubend elegante Schöpfung“ „eine Kanne, die nie tropft!“ Dieses Teeservice wurde als Beispiel für zeitgenössisches Design in die ständige Sammlung des Centre Georges-Pompidou in Paris aufgenommen. Das Germanische Nationalmuseum in Nürnberg hat ebenfalls ein sechsteiliges Drop-Teegeschirr für seinen Bestand erworben.

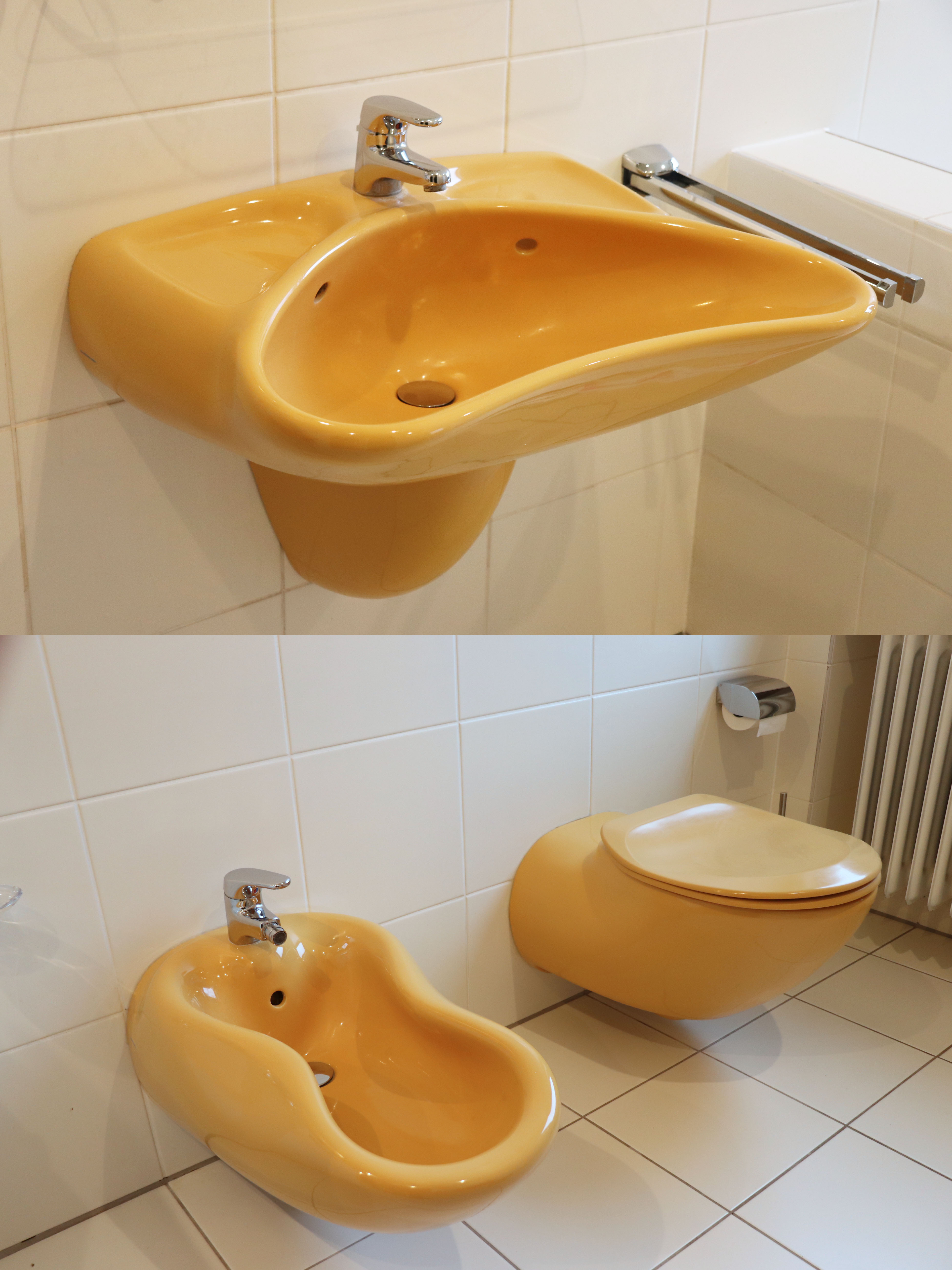
Badezimmer-Ensemble mit Villeroy & Boch

1972 gestaltete er für den Keramikhersteller Villeroy & Boch ein Ensemble von Sanitärobjekten.  Der Produktmanager von Villeroy & Boch äußerte sich zu Colanis Entwürfen: „Colanis Formen kommen den Keramikeigenschaften entgegen. Rechte Winkel sind in der Sanitärkeramik fast unmöglich, rund kommt uns entgegen. Colani kennt die Gesetzmäßigkeiten der Keramik und kannte sie, bevor er zu uns kam.“ Darüber hinaus ermunterte er die Keramikfirma „zum Experimentieren [...], wodurch später der Geschirrbereich profitierte.“
1981 kam das Teeservice Zen auf den Markt. 
Einer seiner bekanntesten Entwürfe ist die Spiegelreflexkamera Canon T90 (1986).
Am 2. Februar 1990 präsentierte er die neue Dienstkleidung für die damals 9000 Angestellten von Swissair.
In das Jahr 1993 fällt die Gestaltung eines PCs mit abgerundeten Kanten und Griffmulden für Vobis. 1994 wurde der PC als Computer des Jahres von der Zeitschrift Chip ausgezeichnet.
1995 wurde das Colani-Ei realisiert: die futuristische Neugestaltung eines Förderturms der ehemaligen Steinkohlenzeche Minister Achenbach in Lünen-Brambauer.
1997 entwarf Colani für die Klaviermanufaktur Schimmel den sogenannten Pegasus-Flügel sowie ein Pegasus-Klavier. Typisch für einen Colani ist das Runde, hier in ovaler und zugleich gebogener Form. Dank einer durchsichtigen Standscheibe aus Acrylglas erweckt der Flügel den Eindruck eines natürlichen Flügels, daher auch der Name nach Pegasus, dem geflügelten Pferd aus der griechischen Mythologie. Eine Hubautomatik öffnet den Flügeldeckel. Wichtig war für ihn der unmittelbare Körperkontakt des Pianisten mit dem Instrument: „Ich habe bei meinem Entwurf mit einem Ring, der um das Gerät herumläuft, den Spieler reingesetzt in das Gerät. Wenn der seinen Rachmaninow da reinhämmert, dann spürt er die Musik in allen Körperteilen.“ Der Pegasus-Flügel wurde unter anderem von Lenny Kravitz und Prince gekauft.

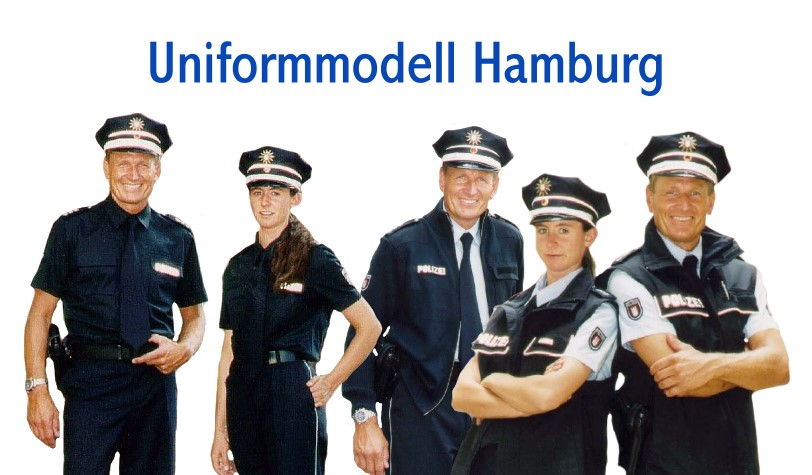
Präsentation von Colanis neuen Polizeiuniformen für Hamburg, 2005

2002 sorgte er für Aufsehen, als er den Auftrag des in negative Schlagzeilen geratenen Innensenators Ronald Schill annahm, die Uniformen der Hamburger Polizei neu zu gestalten. Seit August 2005 sind die Polizisten der Hansestadt komplett mit den Uniformen nach Colanis Entwürfen ausgestattet. Die neue blaue Polizeiuniform wurde von allen norddeutschen Landespolizeien übernommen und wurde stilbildend für nahezu alle anderen deutschen Landespolizeien. „Polizisten dienen der Menschheit und halten Tag für Tag ihre Knochen hin – die haben ein anständiges Outfit verdient. Ich war happy, diesem Elend mit den Uniformen ein Ende bereiten zu können. Alle Beteiligten waren sich einig, dass die Dinger blau sein müssen, das ist einfach stilvoller als Grün-Beige.“ Für dieses Projekt arbeitete er kostenlos. Der Hamburger Modehersteller Tom Tailor nahm an „ziemlich vielen“ Details nachträgliche Änderungen vor, unter anderem an der nun achteckig gemachten Form der Mützen, sodass diese wie die Mützen der New Yorker Polizisten aussehen.

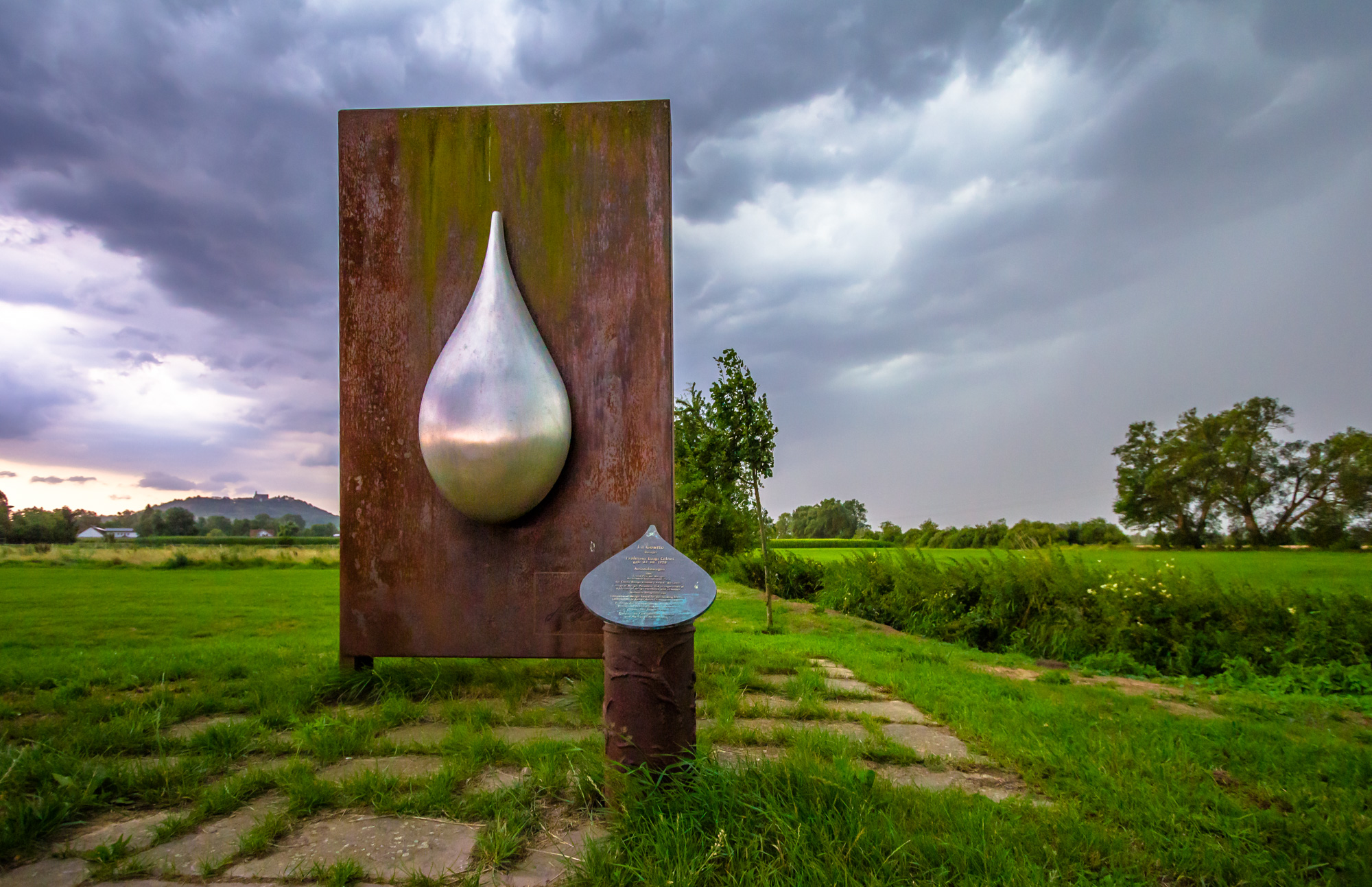
La Goutte („Der Tropfen“, 2009), Skulpturenpfad Kirchhain

2004 konzipierte er ein Minihaus mit 36 m², das der Fertighaushersteller Hanse Haus auf dessen Musterhauspark in Oberleichtersbach baute. Die Zusammenarbeit mit Colani verlief schnell, freundlich und unkompliziert. Das Dreh-Haus enthält in einer Zimmerecke einen drehbaren Zylinder aus drei Teilen. Darin befinden sich jeweils ein Schlafzimmer, eine Küche und ein Badezimmer. 15.000 „Rotorhäuser“ sollen für Wissenschaftler in Colanis anthropomorpher Idealstadt Eco-City (früher Bio-City) in China erbaut werden.
2007, 2012 und 2017 entwarf Colani drei Tapetenkollektionen für die Marburger Tapetenfabrik, die von den Wellen und Reflexen des Wassers inspiriert sind. Die Tapeten wurden teilweise mit einer neuen Heißprägedrucktechnik hergestellt, die es ermöglicht, feine Gravuren, sogenannte Haschuren, als haptisch erfassbare Reliefs zu drucken. In Anspielung an diese Kollektionen gestaltete er für den Skulpturenpfad in Kirchhain eine Großplastik in Tropfenform: La Goutte („Der Tropfen“).

Haushalt
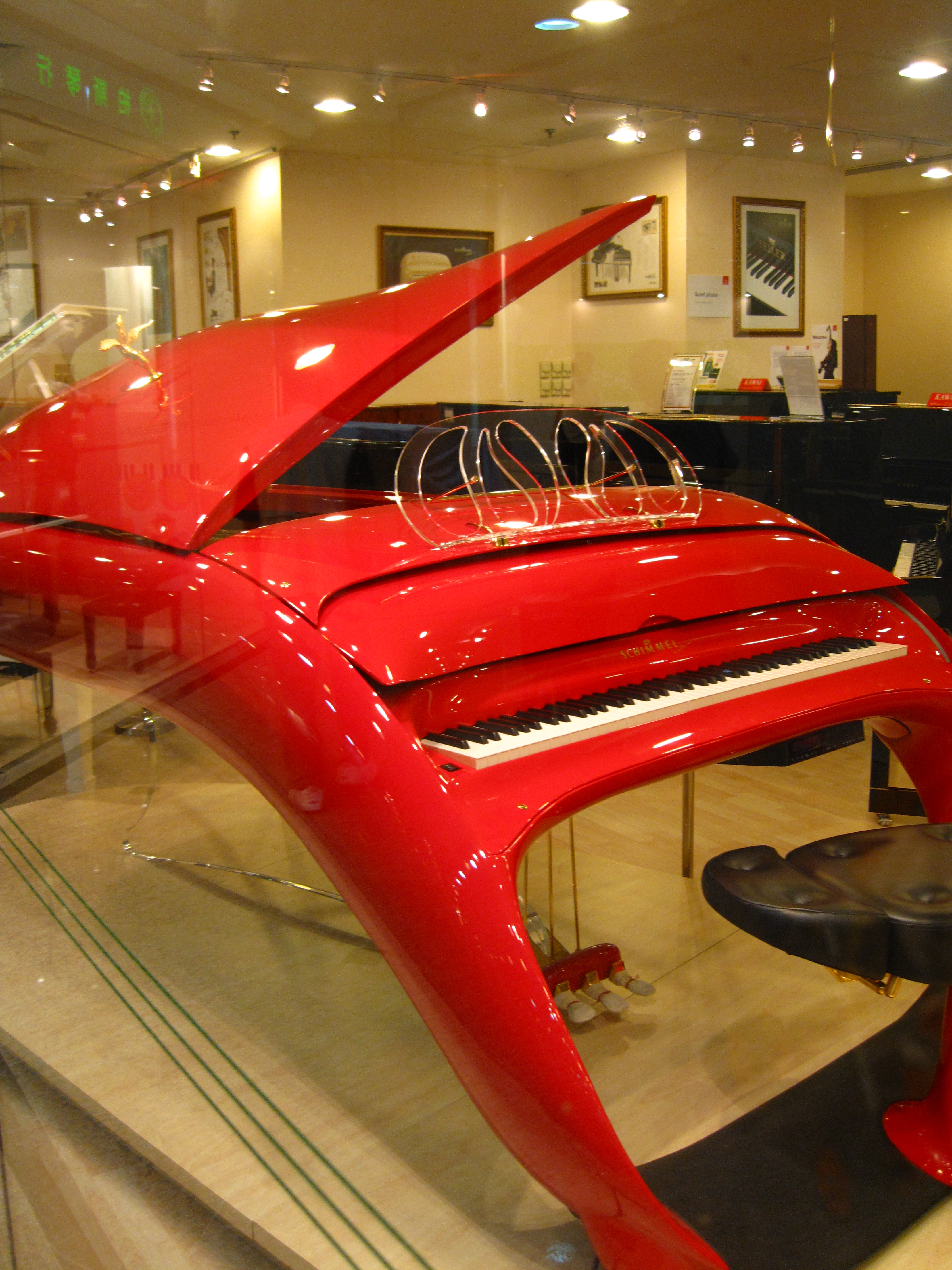
Pegasus-Flügel von Schimmel, 1997
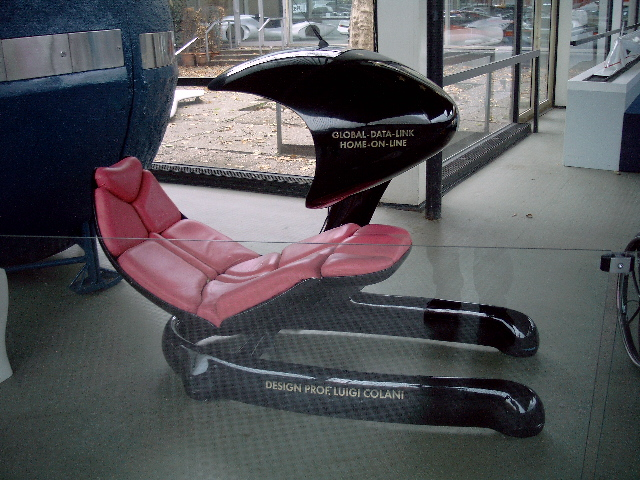
PC-Arbeitsplatz im Liegen
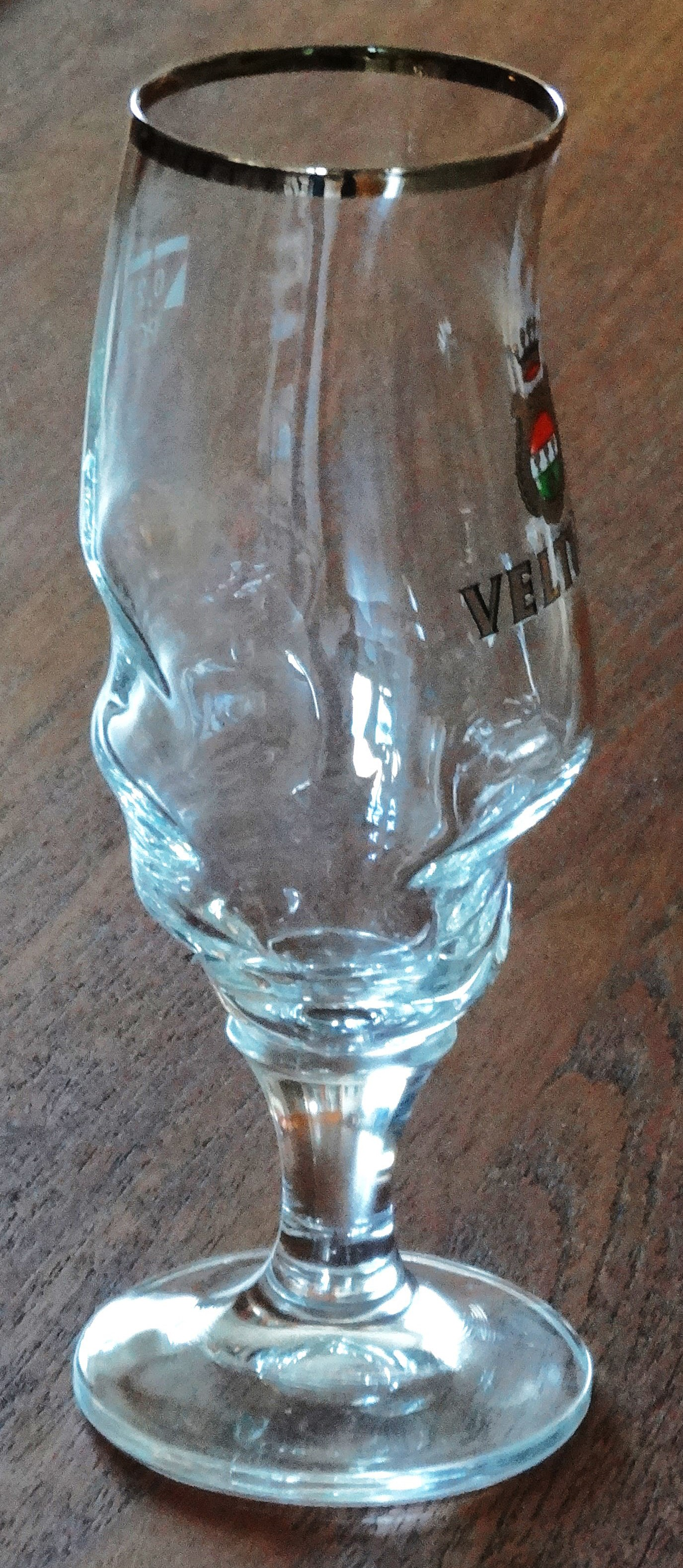
Von Luigi Colani entworfenes, der Hand angepasstes Bierglas
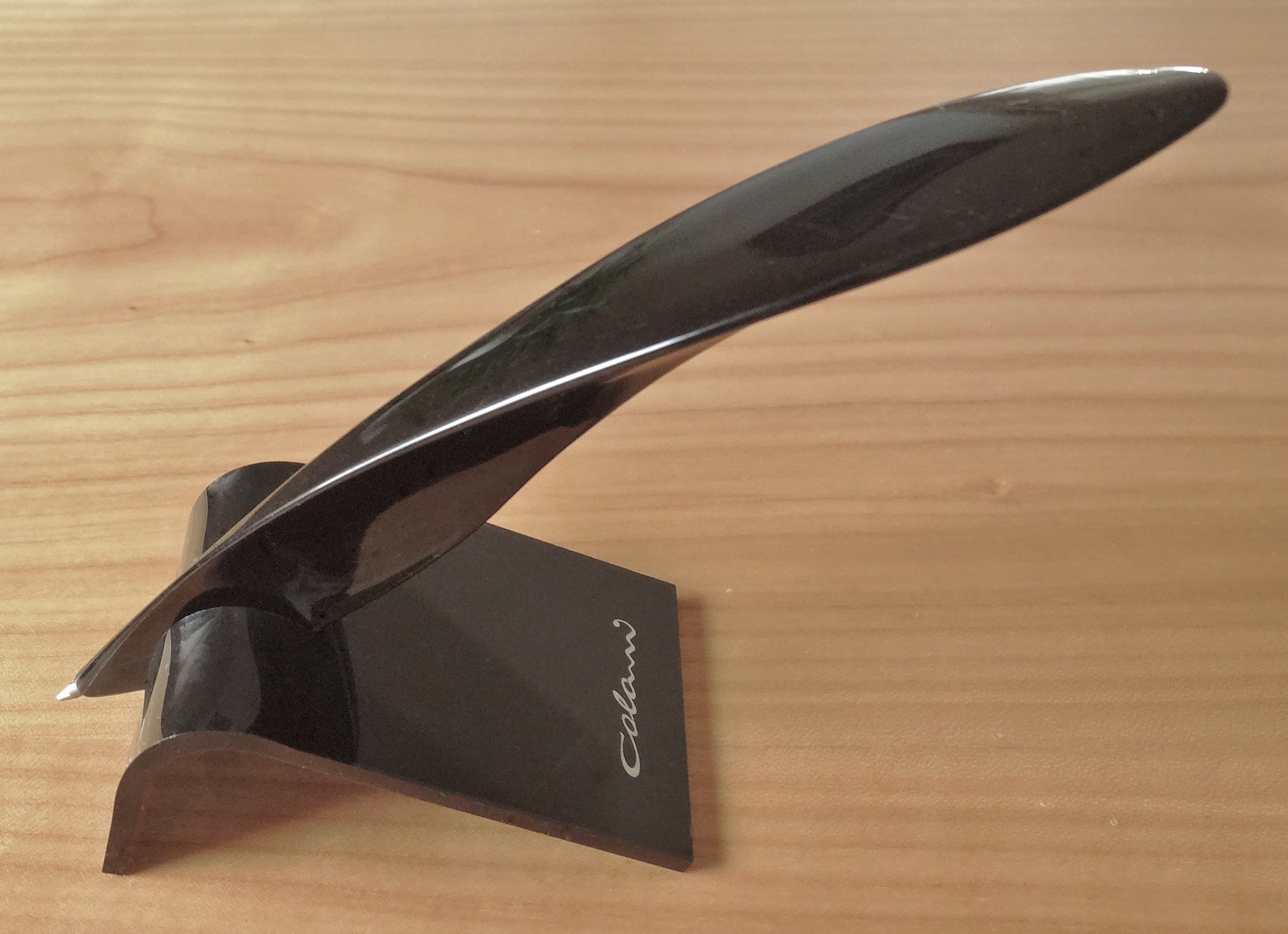
Kugelschreiber, ergonomisch angepasst, mit Ablage

### Fahrzeuge
Der österreichisch-italienische Sportwagenbauer Carlo Abarth beauftragte 1957 Colani mit der aerodynamischen Verbesserung seines GT-Sportwagens Alfa-Abarth 1000. Auf die Bodengruppe eines Alfa Romeo Giulietta Spider setzte Colani die Karosserie eines Alfa-Abarth 1000, die spitz zulaufende Front war von Pininfarina inspiriert, das doppelt gewölbte Dach (double bubble roof) übernahm er von Abarth. Der neue Wagen hatte anstelle von Aluminium als Karosseriematerial glasfaserverstärkten Kunststoff (GFK), und die Lenkung der Luftströmung am Heck und unterhalb des Wagens war für diese Zeit sehr hoch entwickelt („quite unusually sophisticated“). Durch diese Veränderungen konnte der Sportwagen seine Spitzengeschwindigkeit von zuvor 190–200 km/h auf 230 km/h (143 mph) erhöhen. 1957 umrundete der neue Abarth-Alfa Romeo 1300 Berlinetta als erster GT-Sportwagen die Nordschleife des Nürburgrings in weniger als zehn Minuten.

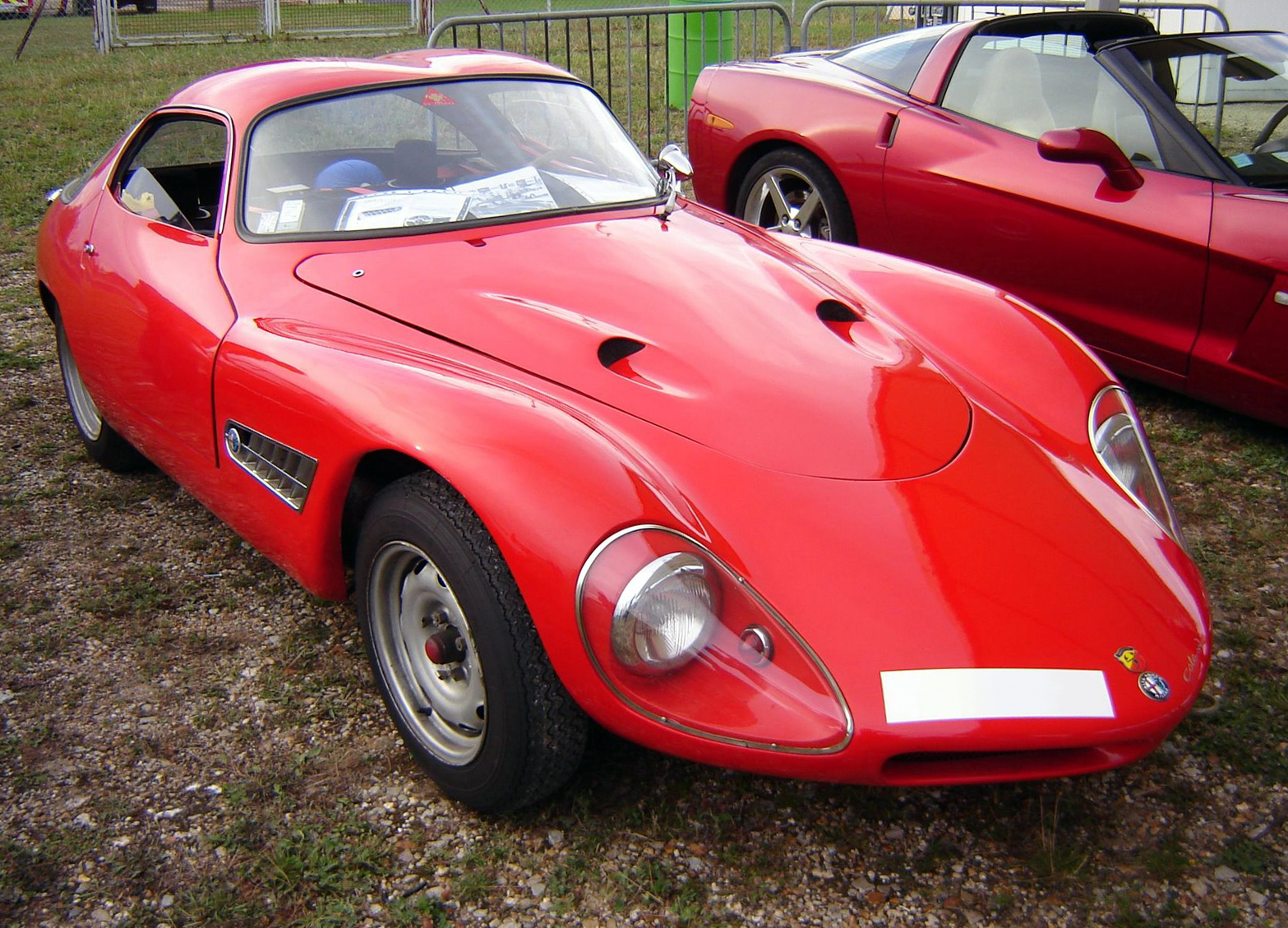
Abarth-Alfa Romeo 1300 Berlinetta, 1957 von Colani umgebaut
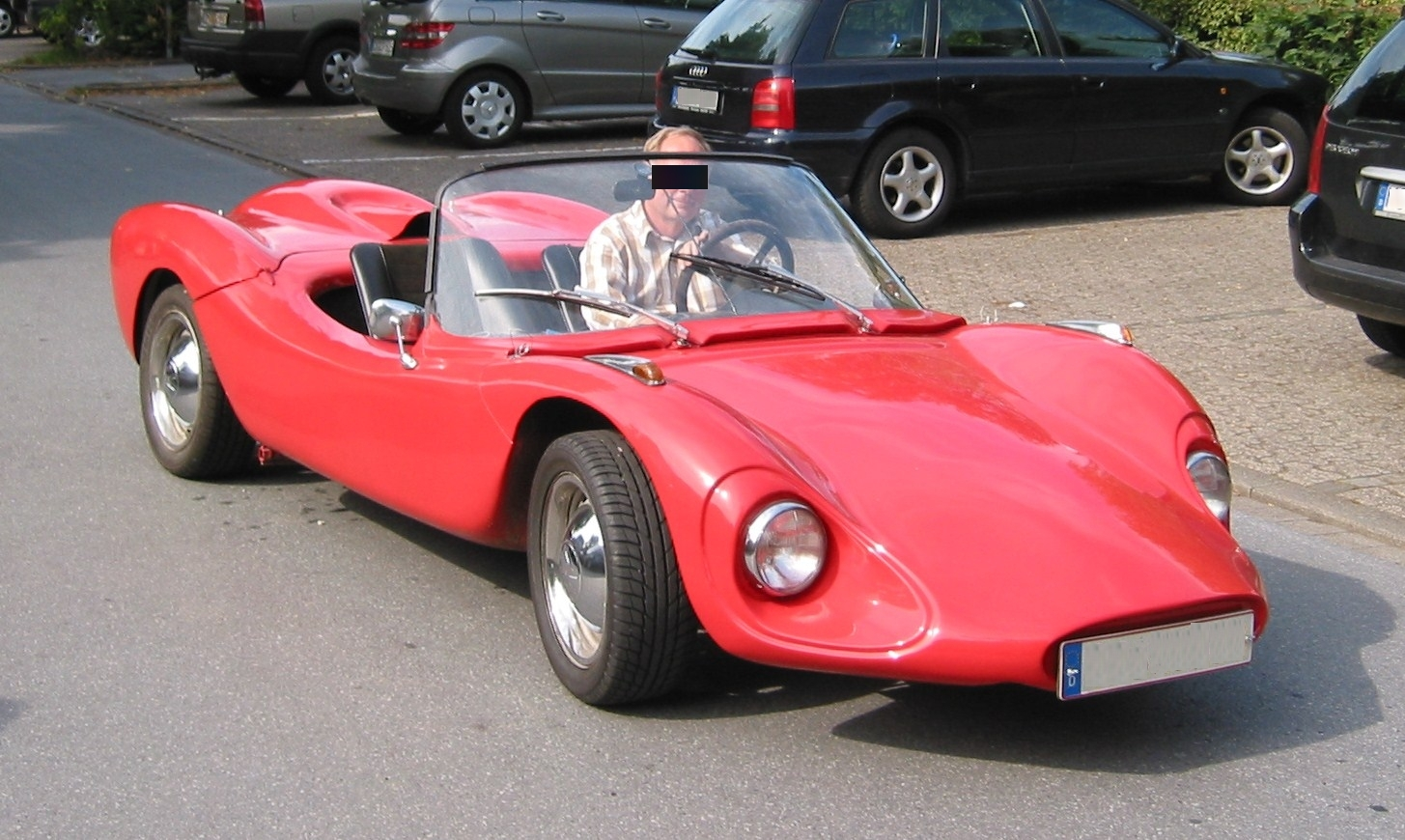
Colani GT Roadster auf VW-1200-Chassis
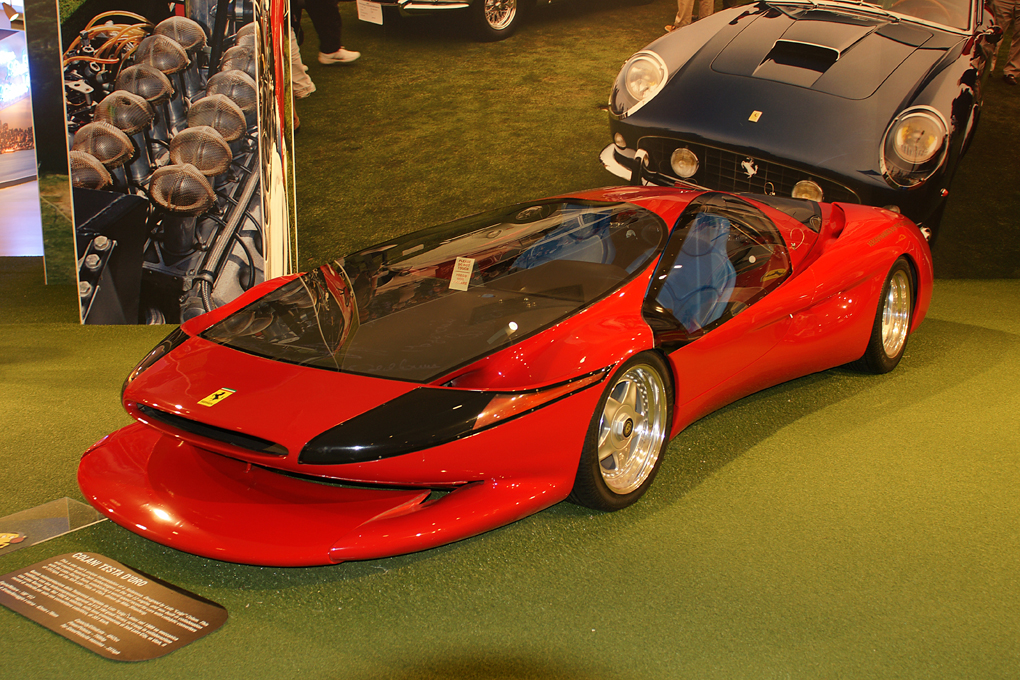
Ferrari Testa d’Oro, 1989  von Colani umgebaut, hält in seiner Kategorie den Weltrekord von 351 km/h

Von 1964 bis 1968 ließ Colani unter dem Markennamen Colani bei der Berliner Firma Canadur sogenannte Kit Cars bauen, die er anfänglich als Bausatz anbot. Wie schon beim Abarth-Alfa Romeo 1300 Berlinetta wurde auf das Fahrgestell, hier von einem VW Käfer 1200, eine individuelle Kunststoff-Karosserie montiert. Neben einer Coupé-Version wurden die Zweisitzer auch als Roadster angeboten.
 „Mit diesem Konzept nahm Colani das Prinzip der Fun-Cars vorweg, das die Autoindustrie erst Jahrzehnte später aufgreifen sollte.“ Nach Ansicht von Colani liege die Zukunft des Automobilbaus nur noch in leichten Modellen: „Bei mir hätte die dicke Limousine endgültig ausgedient. Ich würde lieber auf das Viermal-L-Auto setzen: langsam, leise, lustig, leicht … “ Bereits 1970 setzte er sich für ein Miniauto mit Elektro-Motor ein: „Es ist doch ein hirnverbrannter Blödsinn, für Menschen, die beim Fahren ein Viertelquadratmeter Platz benötigen, Autos von sechs mal zwei Meter zu bauen.“

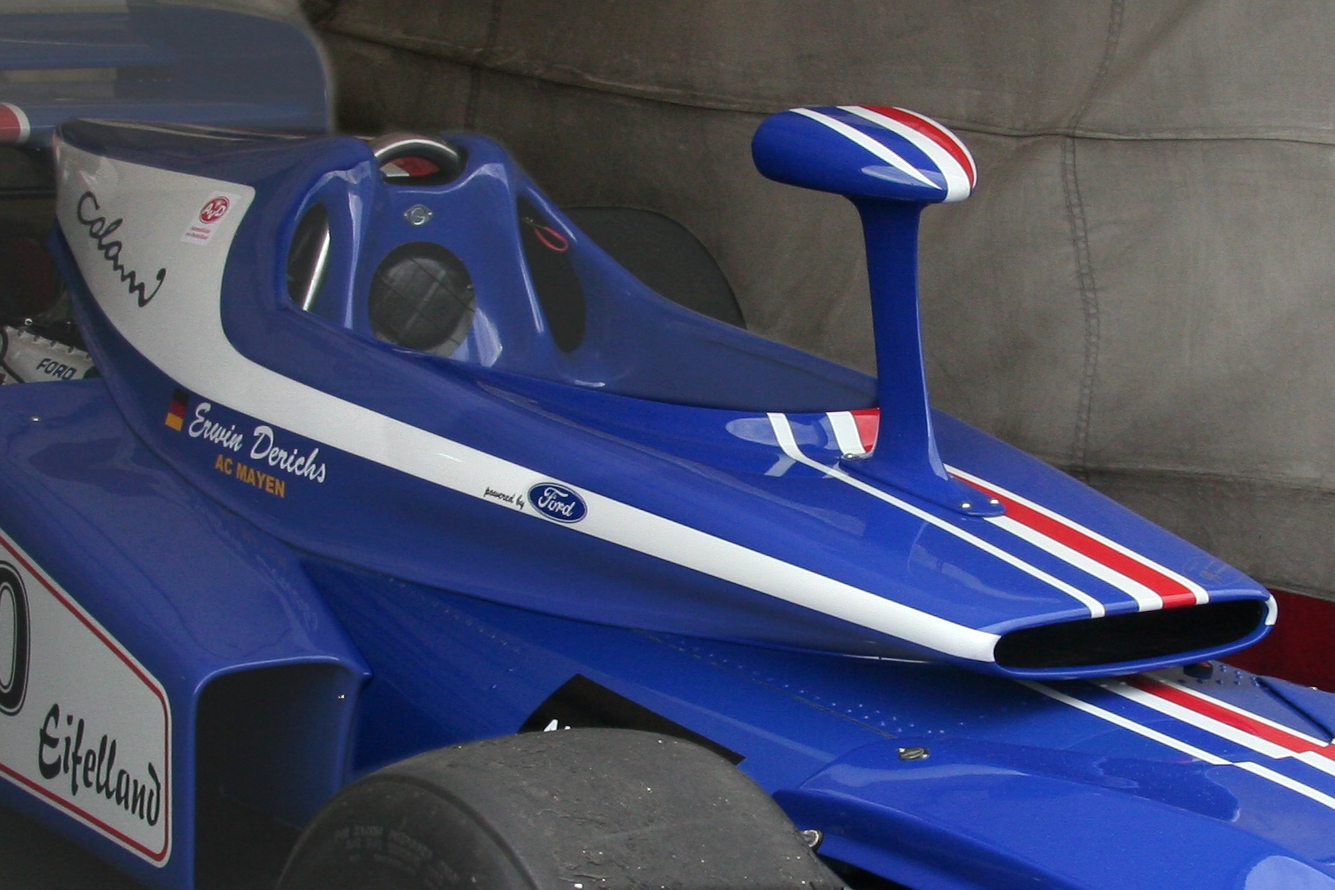
Eifelland-March E21

1972 baute er unentgeltlich einen March 721 des deutschen Formel-1-Teams Eifelland des Mayener Caravan-Herstellers Günther Hennerici aerodynamisch um. Der Rennfahrer war Rolf Stommelen. Der Eifelland-March E21 galt mit seiner „Ufo-Optik“ als sehr elegant, war jedoch untauglich, weil die Kühlung nicht ausreichend funktionierte. Notgedrungen wurde die Verkleidung schrittweise wieder in den Originalzustand zurückgebaut. Auffallend an dem Fahrzeug war unter anderem die Ausstattung mit nur einem zentral positionierten Rückspiegel.
Ebenfalls 1972 bot Colani dem in finanzielle Bedrängnis geratenen Motorradhersteller Münch seine Hilfe an und entwarf eine Super-Münch mit aerodynamischer Verkleidung und einem Lenker, der in Boulevard- und Rennposition gestellt werden konnte. Die Maschine ging infolge des nicht mehr abzuwendenden Konkurses nicht in Serie.
1976: Für VW entwarf er einen aerodynamischen „Turbo-Polo“, im folgenden Jahr stellte er eine rundliche Kleinversion des Polo vor.
1977 bestaunten die Besucher auf der Internationalen Automobilausstellung IAA in Frankfurt am Main das von Luigi Colani erschaffene futuristische Fahrerhaus-Design eines Mercedes-Lkw.
1979 entwarf er für Thyssen den Sea-Ranger, ein multifunktionales Amphibienfahrzeug. Der einzige Prototyp entstand auf Basis eines Unimog bei Thyssen Umformtechnik in Bielefeld und wurde 1980 auf der Hannover-Messe präsentiert. Mangels Nachfrage wurde das Projekt nicht weiter verfolgt. Auf der IVA Hamburg zeigte er Studien an dem Magnetschienenfahrzeug HM-1 (= Hamburg – München 1 Std.) für Thyssen.

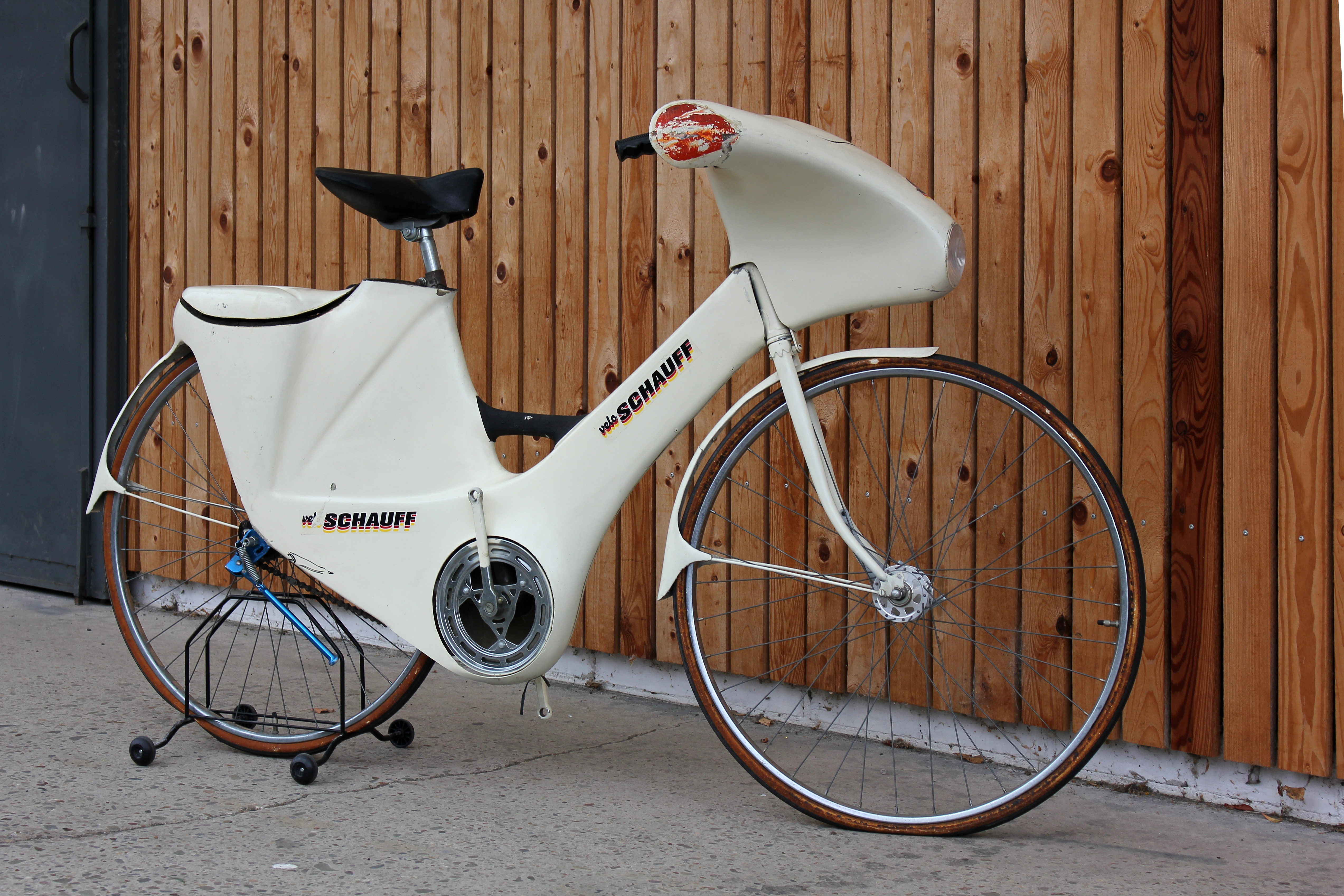
Colani-Fahrradprototyp von 1982

1981 baute er auf dem Chassis und Motor eines Citroën 2CV („Ente“) eine strömungsgünstige Karosserie. Damit erzielte er einen Durchschnittsverbrauch von 1,7 l auf 100 km und erreichte den damaligen Weltrekord im geringen Benzinverbrauch.
Für den Fahrradhersteller Schauff in Remagen gestaltete Colani 1982 den Prototyp eines Damenfahrrades mit strömungsgünstiger Verkleidung von Lenker, Rahmen und Hinterrad. Außer der Stromlinienform mit dem in die Lenkerverkleidung einbezogenen Scheinwerfer waren praktische Details wie ein Handschuhfach und ein in die Hinterradverkleidung integrierter Kindersitz vorgesehen. Links und rechts am Lenker sollte das Fahrrad Blinker haben, obwohl sie damals nicht zulässig waren und derzeit (Stand 2019) nur zulässig sind, wenn eine Verkleidung Handzeichen verdeckt (§ 67 Abs. 3 und 4 StVZO). Der Sattel war anatomisch neu gestaltet, nach Meinung von Jan Schauff aber „vermutlich schöner anzusehen als zu benutzen.“ Zur Serienfertigung des Colani-Fahrrades kam es nicht, weil für die Formen zur Fertigung der Verkleidungen rund eine halbe Million D-Mark hätte investiert werden müssen und die Fahrräder, die damals allgemein 150 bis 200 D-Mark kosteten, um etwa 80 D-Mark teurer geworden wären.

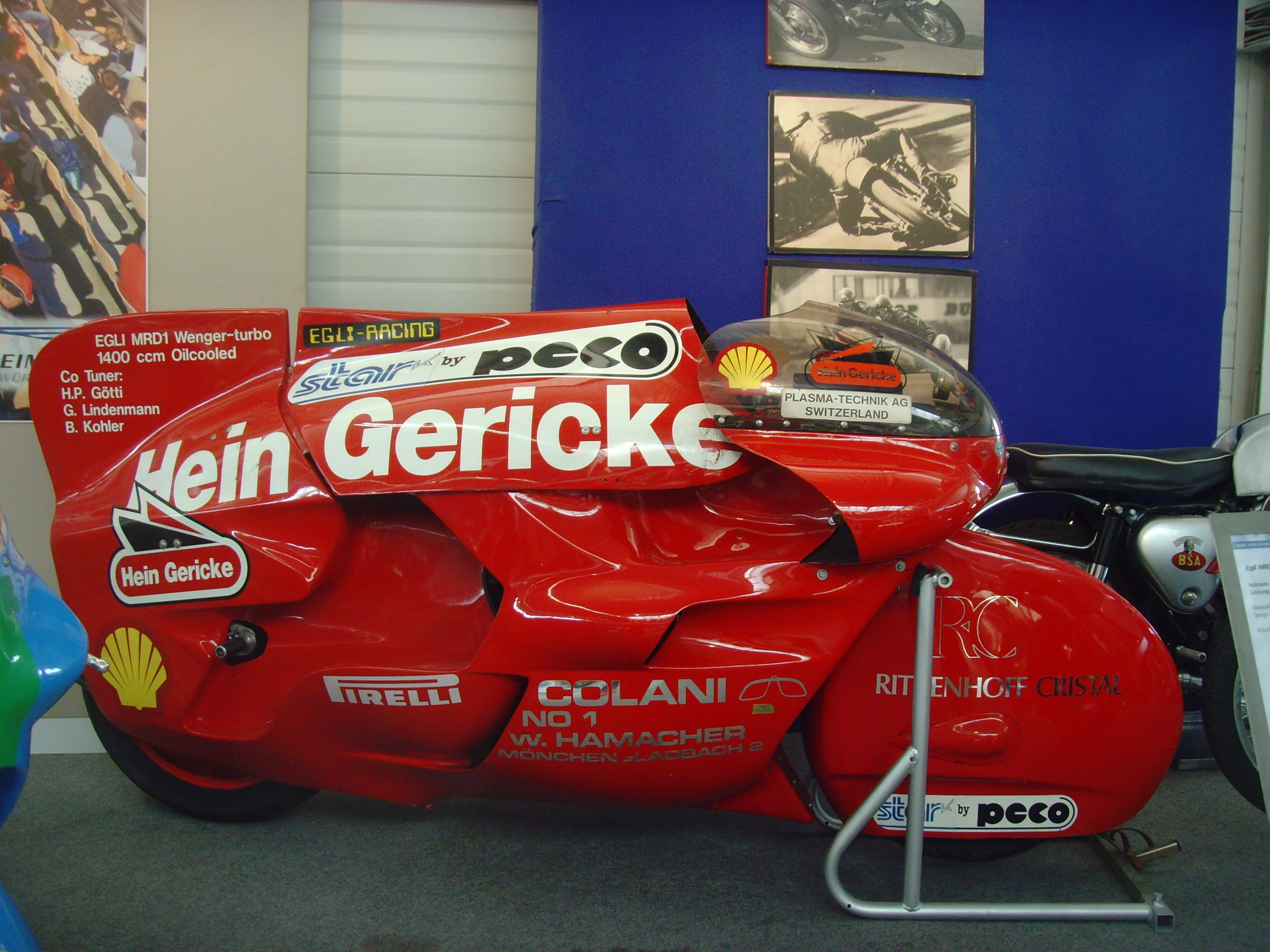
Egli MRD 1-Colani im Motorsportmuseum Hockenheimring

Auf Basis der Egli MRD 1, einem Turbo-Motorrad des Schweizers Fritz Egli, wurde 1986 für Rekordfahrten die vollverkleidete Egli-Colani entwickelt. Dabei wurde auch der Rücken des Fahrers sowie das Vorderrad abgedeckt. Mit einem auf 1425 cm³ aufgebohrten 300 PS (221 kW) starken Kawasaki-Motor wurde am 7. Dezember 1986 auf der Pista di Nardò ein Geschwindigkeitsrekord über 10 km (mit stehendem Start) von 272,414 km/h erreicht, allerdings ohne die seitenwindempfindliche Vollverkleidung.
Der „Ferrari Testa d’Oro“ erreicht 1989 durch seine Stromlinienformung den Weltrekord für Autos in seiner Klasse mit 351 km/h, der noch immer nicht überboten wurde.
1989 präsentierte und testete er 13 spektakulär geformte, stromlinienförmige Landfahrzeuge auf dem Salzsee in Utah, mit denen er mehrere Spritspar- und Hochgeschwindigkeitsrekorde erzielen konnte. Unter dem Motto Automorrow testete er Prototypen für Zwei- und Viersitzer sowie einsitzige Dreiräder (z. B. Utah 1) und Zweiräder (Utah 2).

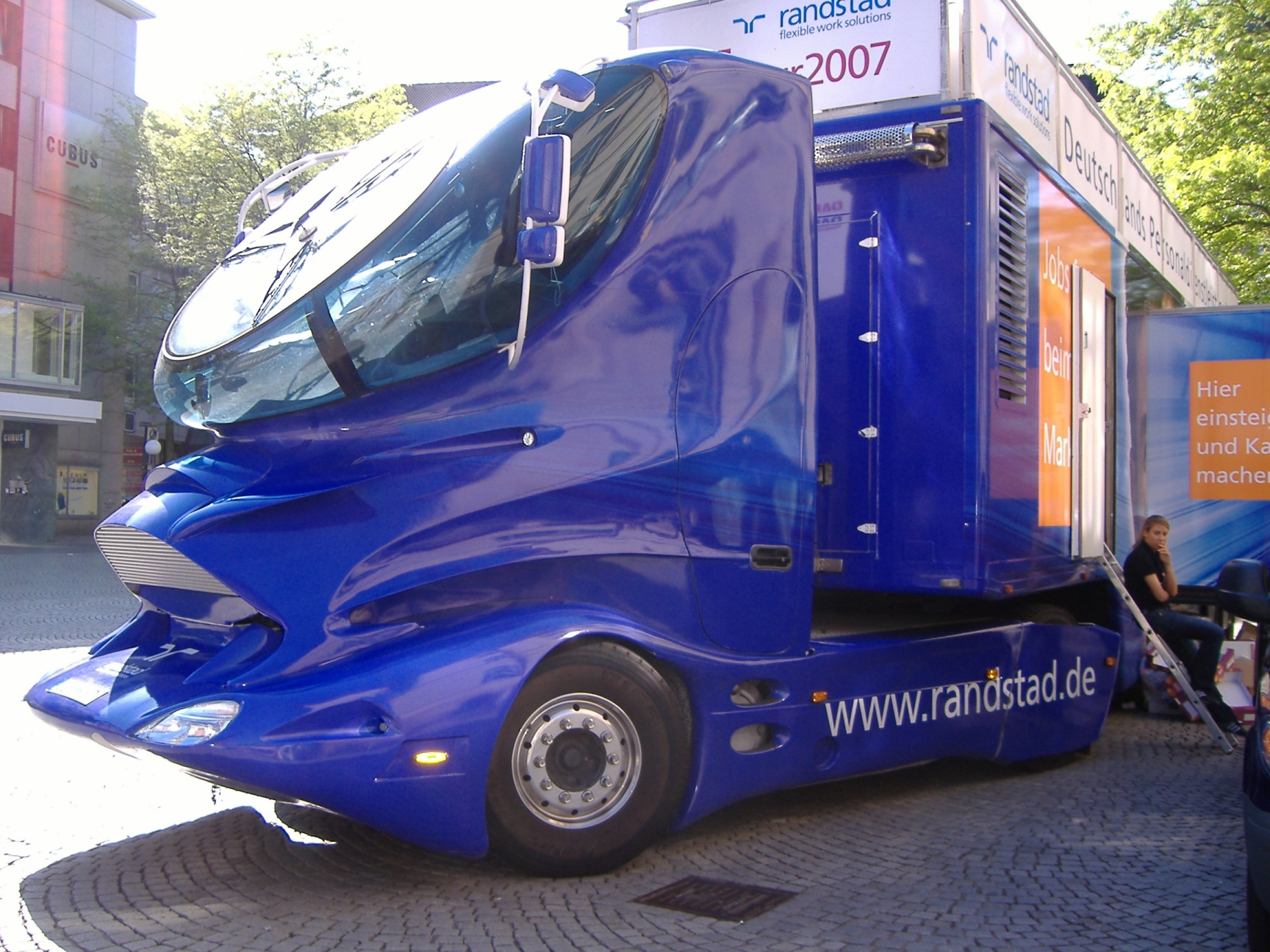
Colani-Sattelschlepper beim Werbe-Auftritt, DAF Aero 3000 Truck
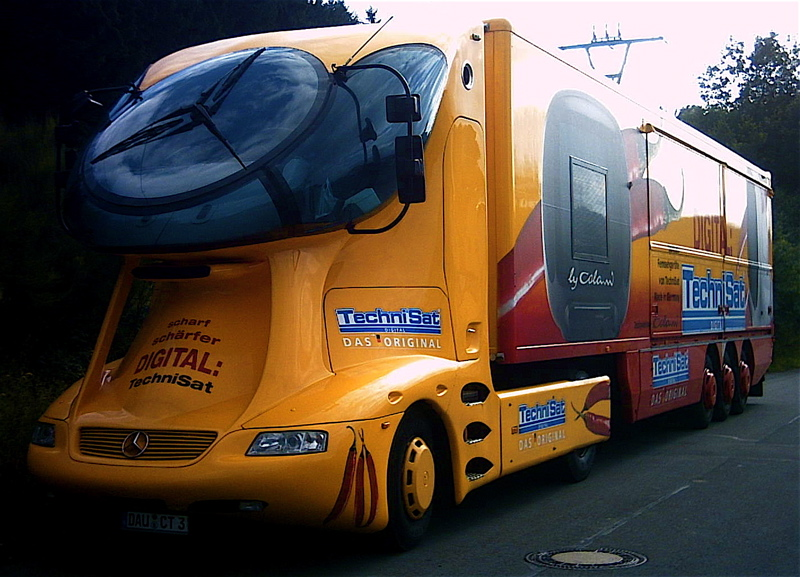
Colani-Lkw für TechniSat auf Mercedes-Chassis
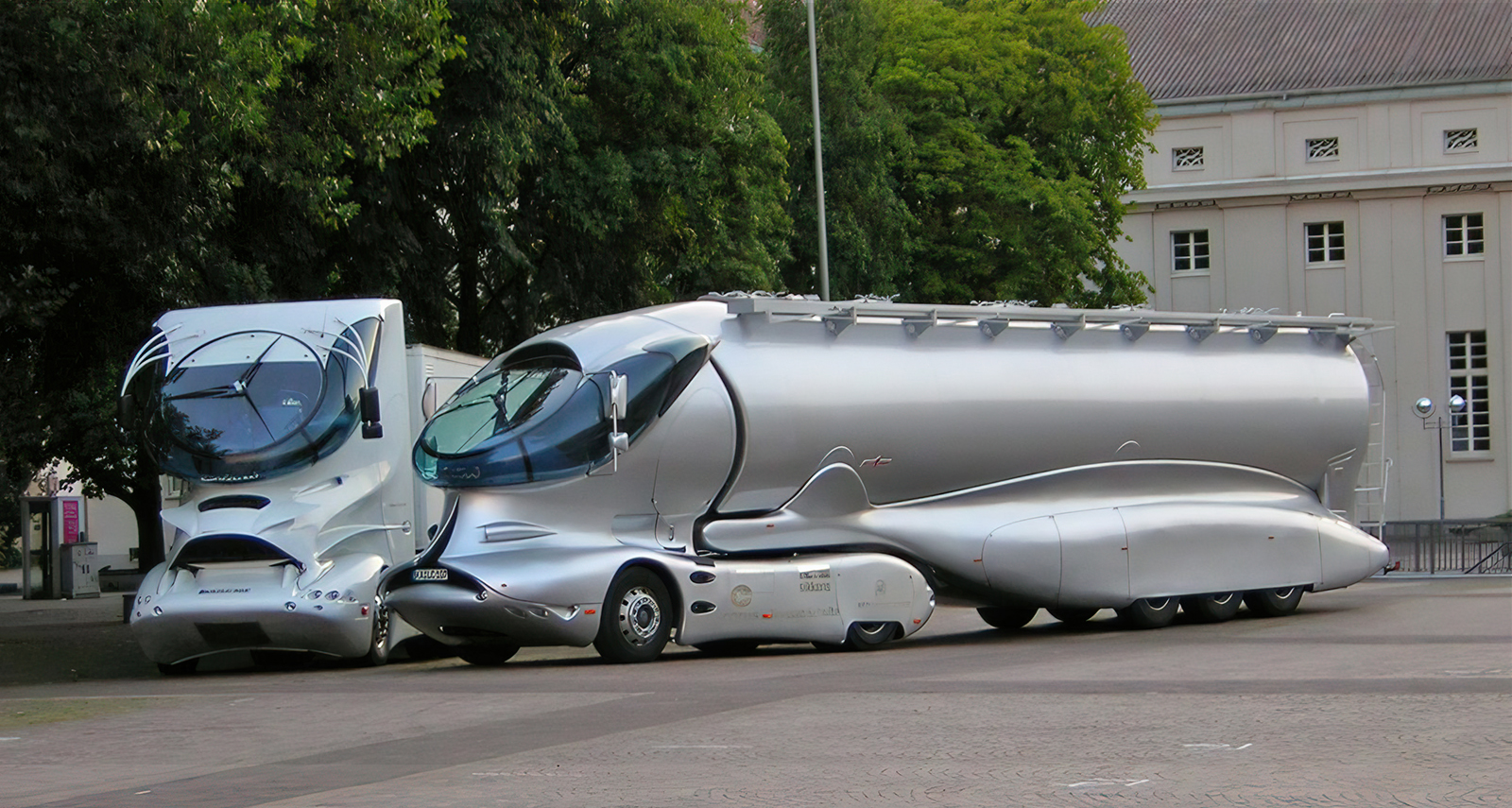
Zwei Lkw von Luigi Colani vor der Nancyhalle
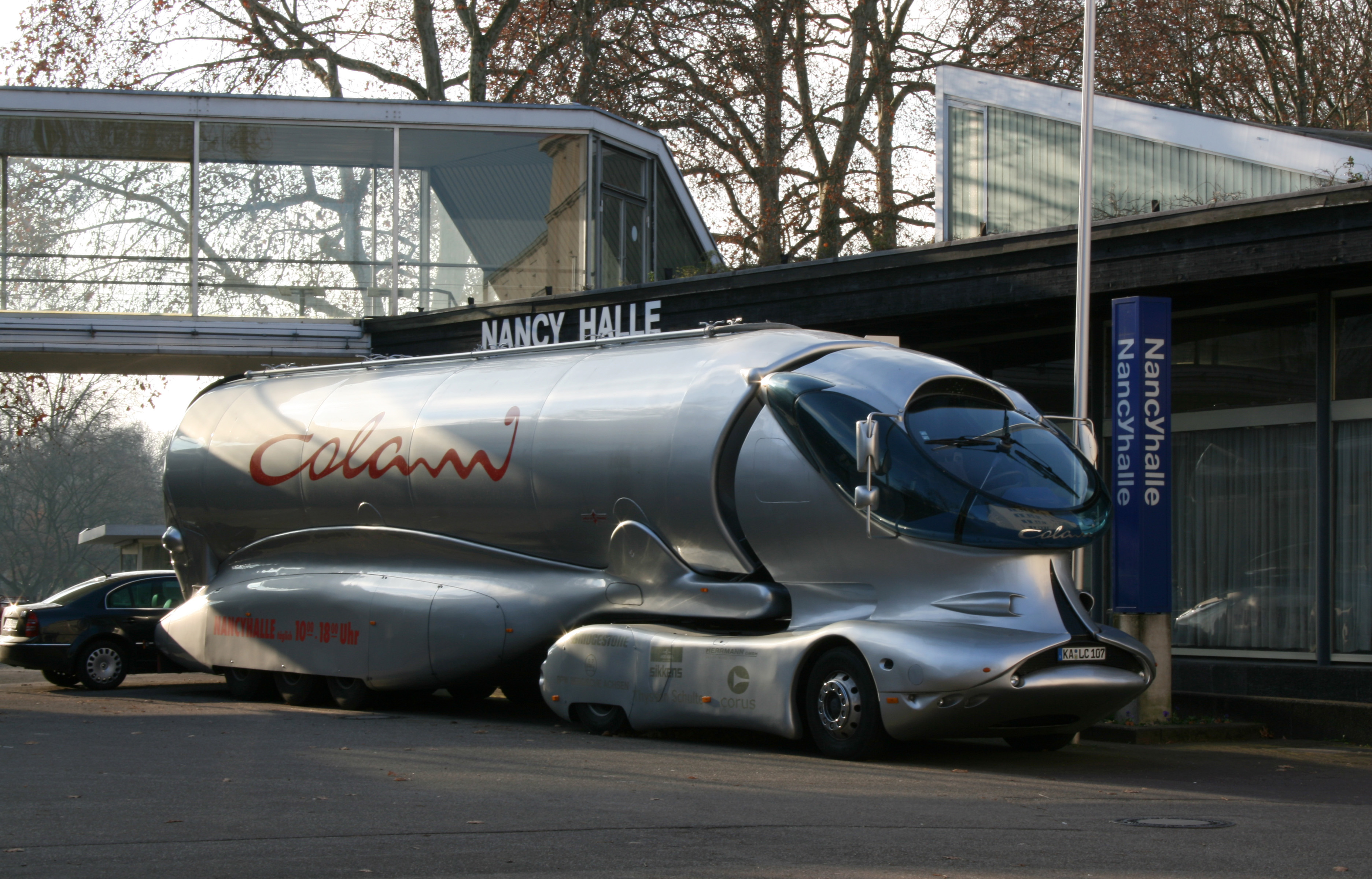
Colani-Lkw für Flüssigkeitstransporte, Colani Spitzer Silo Truck auf Mercedes-Benz-Actros-Chassis, 2002

### Flugzeuge
1968 entwickelte Colani die Propellerflugzeug-Studie C-309 für das Konzept Propeller-Rekord-Flugzeug. Zwei gegenläufige Zug-und-Druck-Propellerpaare, angetrieben von zwei Wankelmotoren, sollten für die jährlich im US-Bundesstaat Nevada veranstaltete „Reno National Championship Air Races“ als neue Idee dienen. Vorbild war die Dornier 335, eines der revolutionärsten Kolbenmotorflugzeuge des Zweiten Weltkriegs. Die Anordnung des Heckmotors reduzierte den Luftwiderstand, und somit war es schneller als ein vergleichbares normales zweimotoriges Flugzeug.
1976 gestaltete er das gesamte Cockpit eines kleinen Motor-Flugzeugs namens Fanliner, das auf einem Segelflugzeugrumpf aufbaut. Dieses von dem Mönchengladbacher Unternehmen Rhein-Flugzeugbau gebaute Fluggerät hat zwei Sitze in halbliegender Position und war sein Privatflugzeug. Colani bezeichnete es auch als „Porsche der Lüfte“. In den 2000er-Jahren wurde es nach China verkauft.

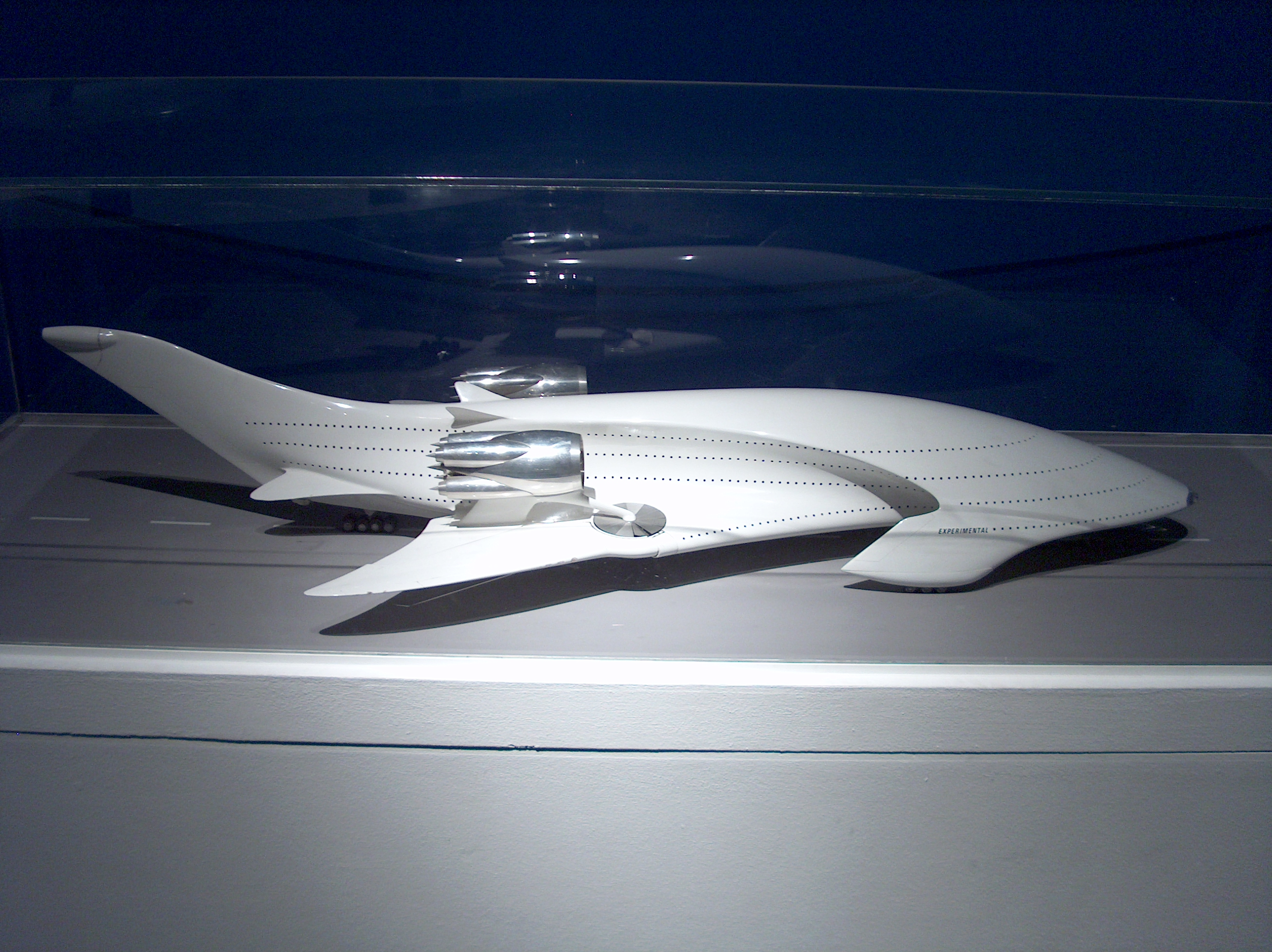
Megalodon, 1977, Studie eines vierstöckigen Passagierflugzeugs für Boeing

In Flugzeugstudien für die verschiedenen Einsatzgebiete versuchte Colani die perfekte aerodynamische Form zu finden. Dabei sind seine Entwürfe teilweise stark durch die Formgebung der Natur inspiriert. Seine Studie eines Mega-Passagierflugzeugs für insgesamt 4000 Passagiere auf vier Hauptdecks ist weitgehend der Form des Urhais Megalodon nachgebildet, um eine möglichst gute Aerodynamik zu erreichen. Auf Einladung von Tom Riedinger im Jahre 1977 stellte Colani in Seattle sein Modell und die von ihm selbst erstellten Simulationen dem Flugzeugbauer Boeing vor.  Das Projekt wurde jedoch nicht umgesetzt.
1978 konzipierte Colani für die NASA einen Großraumtransporter für 1000 Passagiere. Ausgehend von Kusnezow-Triebwerken sollte diese Maschine über 15.000 Wellenvergleichs-PS je Triebwerk verfügen. Für den Personentransport verteilten sich 1000 Passagiere auf acht Ebenen, als Großfrachttransporter wäre diese Version mit einem riesigen Frachtraum ausgestattet.
1982 entwarf Colani einen Mach-2-Senkrechtstarter (VTOL). Die Besonderheit hierbei war ein Schwenkmechanismus für den nach hinten austretenden Gasstrahl, der der Maschine eine außergewöhnliche Manövrierfähigkeit verlieh, da der Strahl nicht nur nach links oder rechts, sondern durch Abklappen des Schwanzes auch herauf- und herunterbewegt werden konnte.
1983 entwickelte Colani ein von der NASA konzipiertes Passagierflugzeug mit dem Projektnamen „Mach 5“ weiter. Mit vier gebogenen Flügeln und einem lanzenförmigen Bug ausgestattet, sollte das Passagierflugzeug die Strecke Tokyo – London in drei Stunden absolvieren.
1985: Vorstellung des Propellerflugzeugs „Pontresina“. Diese Maschine hat zwei Motoren, mit denen zwei Druckpropeller angetrieben werden sollten. Die Propeller, die auch unter dem Namen „Zentripetal-Überschallpropeller“ bekannt wurden, waren ebenfalls eine neue Design-Idee. Das Flugzeug blieb eine Studie und das Modell ist nicht flugfähig.
1985 entstand die Studie eines Großtransporters mit dem Namen „Dolphin Inspiration“, der, wie der Name nahelegt, den runden und fließenden Formen der Meerestiere, insbesondere des Delphins, nachempfunden wurde.
1987 wurde der „Bizz-Jet“ für einen namhaften US-Konzern entwickelt. Die Besonderheit bei diesem Modell war die vorwärts gepfeilte Tragflächenform und die hochfeinen Perforierungen über das letzte Rumpfdrittel, es sollte die Verwirbelungen der normalerweise vorhandenen Lufteinlässe reduzieren.
1989 entwarf er für die japanische Raumfahrtforschung das Huckepack-Konzept-Flugzeug „Mach 3 Carrier“. Ausgangspunkt dieser Studie war das Konzept eines Trägersystems des deutschen Raumfahrt-Professors Eugen Sänger. Das nach ihm benannte Sängerprinzip basiert auf einem Trägerflugzeug, das nur die Aufgabe hat, ein zweites Flugzeug in die hohe Atmosphäre zu bringen, damit das mit der Nutzlast beladene kleinere Flugzeug den Sprung in den Weltraum schafft. Colani perfektionierte die beiden Maschinen aerodynamisch, das große Trägerflugzeug für die tieferliegenden Luftschichten und mit einem offenen Oberdeck, in dem sich das Shuttle aerodynamisch anschmiegt. Das Shuttle ist für dünne Luftschichten und den Weltraum konzipiert.
Eine weitere Mach-Studie sollte trotz der scheinbar unförmigen Form des Fluggeräts Mach 24 im Horizontalflug erreichen. Mittels „Durchstechen“ der dicken Luftschichten mit einem langen Rohr und dem kurzzeitigen Verbrennen einer riesigen Plasmaflamme sollten sich Luftfäden um das tonnenförmige Gerät legen, die das Flugzeug wie in einem luftleeren Raum fliegen lassen. Dies entspräche der Strömung der Pinguine im Wasser, der von Unterwasserfahrzeugen aufgenommen wurde.
1996: Entwurf eines Jagdflugzeugs: Die erhöhte Lage des Cockpits soll dem Piloten eine verbesserte Rundumsicht ermöglichen, um sich in feindlichem Territorium schneller zu orientieren. Diese Studie blieb Colanis einziger Ausflug in den Bereich von Waffen und Rüstung, da er nichts mit Waffenproduktion zu tun haben wollte. („Gibt es Dinge, die für Sie tabu sind?“ Colani: „Aber was für ein Tabu: Ich bin bei Thyssen gegangen worden, weil ich nicht an Panzern und U-Booten mitarbeiten wollte. Das ist eine ganz klare Linie. Alles andere haben wir schon gemacht.“) Ein angebliches „Jagdgewehr“ („hunting rifle“) ist lediglich ein Gewehr zum Wurfscheibenschießen.
Im selben Jahr entwickelte er die Studie „Pusher-Puller“. Bei diesem Rekordflugzeug, das über zwei kontrarotative Luftschrauben an Bug und Heck verfügen sollte, hatte Colani die Propeller überdimensioniert und geschwungen entworfen, um Energie einzusparen.
2001 entwickelte er eine neuartige Idee für ein „Flying-Wing“-Großraumflugzeug. Der Doppeldecker und Nurflügler in einem sollte eine Flügelspannweite von 2 × 80 Meter haben (Foto:). Diese zweite Studie für die Air China wäre eine Antwort auf den neuen Airbus 380 gewesen. „Flyingwing“ mit der Spannweite von 160 Metern hätte das dreifache Stauvolumen bei gleicher Passagierzahl der A380. „Die Konstruktion von Nurflüglern ist wegen der Komplexität der Strömungsverhältnisse besonders schwierig.“ 2008 plante Colani, an der Tongji-Universität von Shanghai ein nicht-flugfähiges Holzmodell im Maßstab 1:1 zu bauen, um die Dimensionen erlebbar zu machen.

### Ausstellungen und Messen

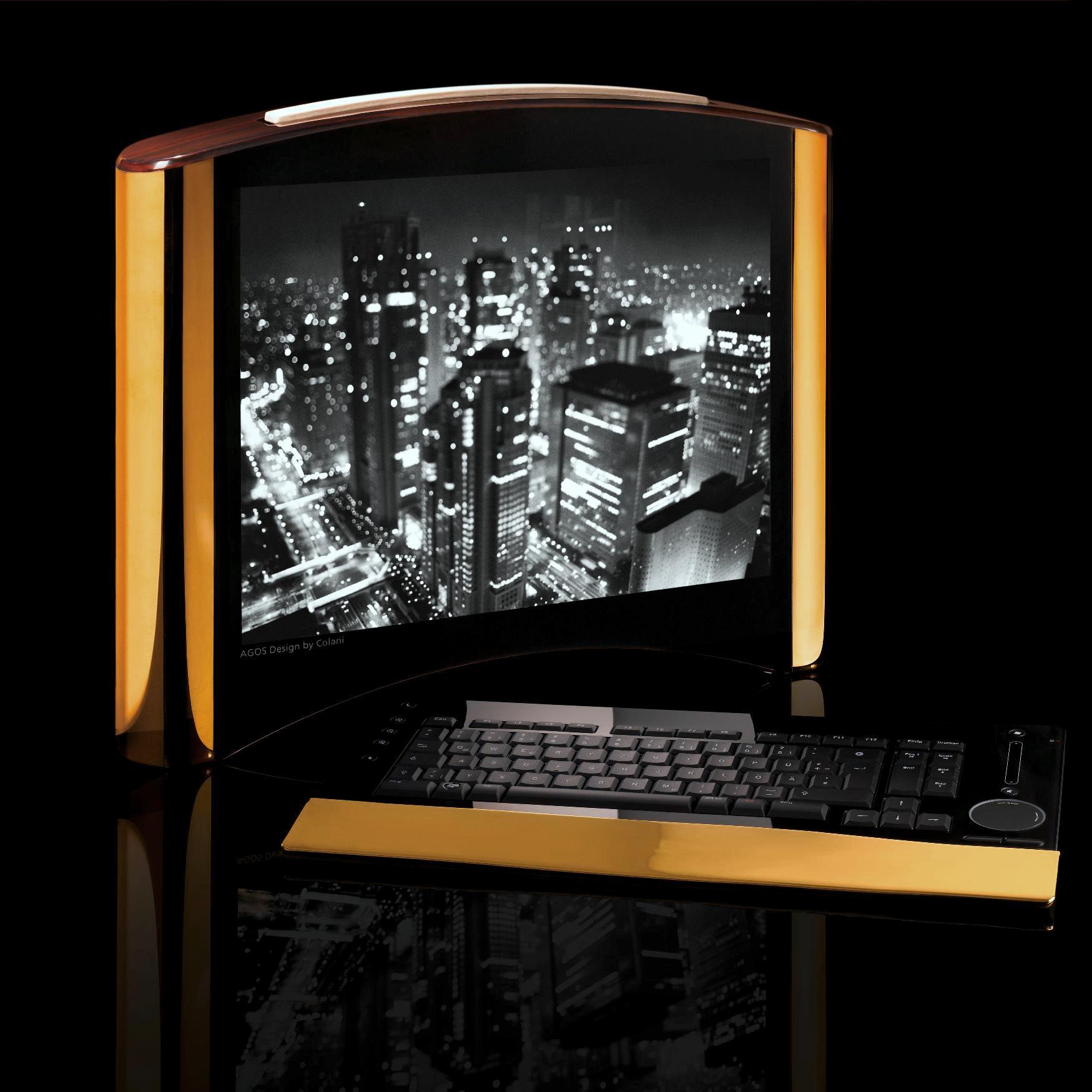
AGOS Luxus-Computer-Serie, Opus Magnum, Design by Colani, 2010

Vom 1. Mai 2004 bis Ende September 2005 wurde in der Nancyhalle in Karlsruhe seine Ausstellung „Colani – Das Gesamtwerk“ präsentiert. Seit 2004 wird das Colani-Museum Futurama in Europa geplant.
Das Goethe-Institut präsentierte ihn im Rahmen des Deutschland-in-Japan-Jahres 2005 mit einer umfassenden Ausstellung. Zusammen mit der Firma BASF zeigte er 2005 die Schau „Colani – Back in Japan“ in Kyōto, Japan.
Auf der Cebit 2007 präsentierte Colani eine technische Innovation: Anyfix, das erste Universal-Handy-Ladegerät der Welt. Fünf kreisförmig angeordnete, unterschiedliche Adapter können per Druck auf den zentralen roten Knopf angewählt werden. Das Universalgerät ging aus bislang unbekannten Gründen nicht in Produktion. Colani erwähnte in einem Interview im Jahr 2007, dass der Hersteller von einer Vorbestellung von acht Millionen Stück sprach, da viele Unternehmen das Gerät als Werbegeschenk für ihre Kunden haben wollten.
Vom 3. März bis 17. Juni 2007 fand die Colani-Ausstellung Translating Nature im Design Museum London statt. Ein Schwerpunkt waren Colanis Skizzen des Meereslebens und Filme, die das Leben im Aquarium mit Colanis biomorphen Entwürfen verbanden.
2009 präsentierte man auf der Nowa-Zukunftsmesse in Marburg an der Lahn das erste von Colani gestaltete Modell der AGOS-Luxus-Computerserie Opus Magnum.
Zur Jahreswende 2011/2012 fand die dreimonatige Ausstellung Colani Biodesign Codex Show im Triennale-Design-Museum in Mailand statt.
2013 wurde auf der IFA vom Versandhändler Pearl der Prototyp des 3D-Druckers FreeSculpt Colani vorgestellt, der in Zusammenarbeit mit Colani entwickelt wurde.

## Colani-Museum Karlsruhe

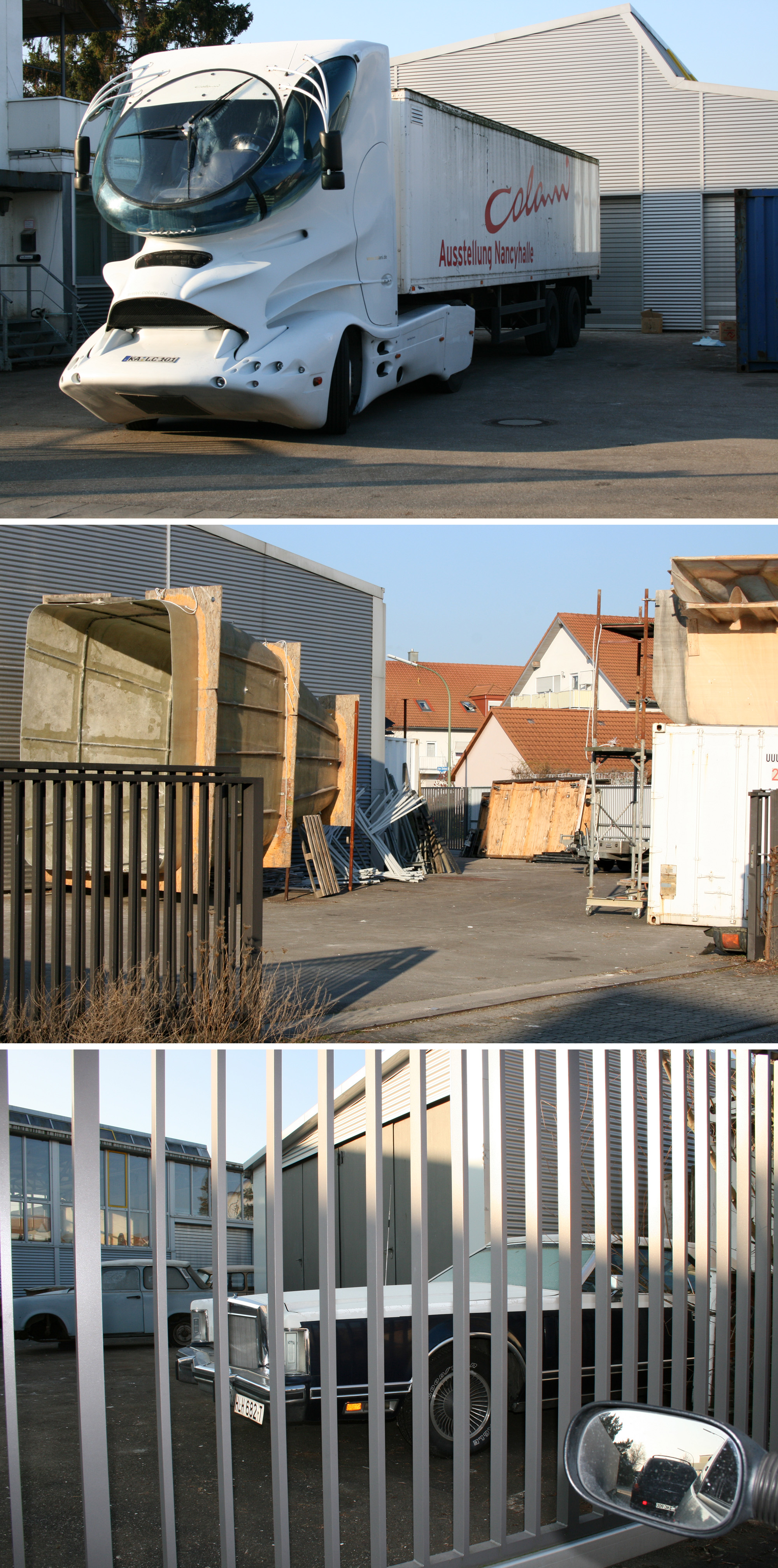
Colanis Lagerhalle und Werkstatt im Karlsruher Stadtteil Neureut seit 2002.

Vom 1. Mai 2004 bis zum 30. September 2005 fand die große Ausstellung COLANI – Das Lebenswerk im Karlsruher Kongresszentrum (Nancyhalle) statt. Auf 4000 Quadratmetern wurden die wichtigsten Werke Colanis aus fünf Jahrzehnten gezeigt. Die für die Karlsruher Bundesgartenschau von 1967 erstellten Hallen zeigten über 1000 Großobjekte, Modelle und Entwurfzeichnungen aus unterschiedlichen Entstehungsjahren. Allein 2004 besuchten mehr als 60.000 Menschen die Ausstellung.
Nach Schließung der Ausstellung im September 2005 hatte sich in Karlsruhe eine Initiative mit dem Ziel gegründet, das Lebenswerk Luigi Colanis dauerhaft in einem Colani-Museum in Karlsruhe zu präsentieren. Auf Wunsch des Designers sollen die Exponate auch weiterhin in der dafür geeigneten Nancyhalle gezeigt werden. Ein weiteres Ziel des Fördervereins war die professionelle Neugestaltung der Ausstellungsräume der Nancyhalle.
Aufgrund des hohen Renovierungsaufwands für die Nancyhalle suchte der Förderverein Colani-Museum Sponsoren aus Industrie und Handel, die bereit waren, sich an den Kosten für die Erhaltung der Ausstellungshalle zu beteiligen.
Klaus-Peter Goebel vom Fachbereich Innenarchitektur der Hochschule für Technik in Stuttgart stellte im Wintersemester 2006/07 den Studierenden die Aufgabe, Ideen für die Gestaltung eines Colani-Museums in der Nancyhalle zu entwickeln. Am 13. März 2007 stellte Volker Albus, Prorektor der Hochschule für Gestaltung (HfG) in Karlsruhe, diese Entwürfe der Öffentlichkeit in der HfG vor.
Von September bis Ende Dezember 2007 wurde die Ausstellung noch einmal geöffnet, dann wurde sie endgültig geschlossen und geräumt. Die Halle blieb jedoch erhalten.

## Würdigungen
Das New Yorker Museum of Modern Art nahm 1989 seinen zusammenlegbaren Leichtkopfhörer Sony MDR-A60 von 1984 in seine ständige Sammlung auf.
1993 erwarb das Centre Pompidou in Paris Designobjekte von Colani für die permanente Design-Ausstellung.
In der Pinakothek der Moderne in München (Die Neue Sammlung, Staatliches Museum für angewandte Kunst) überzeugte die Jury die Installation der permanenten Design-Sammlung: „Mit Hilfe von Lichtwänden, bewegten Paternostern und modularen Raumstrukturen“ wurden die bis zu 22 m hohen Räume ausstellungsfähig gemacht; dafür erhielten Colani, Zaha Hadid (Sitzskulpturen) und andere den if Silver Award von iF design des Rats für Formgebung.
Mit der Begründung, „Colani sei der Weltmeister der eleganten Kurve“, wurde er am 1. März 2005 vom Club „Belle Moustache“ in Leinfelden-Echterdingen ausgezeichnet. Colani „habe viele Lebensbereiche durch innovative Formgebung und revolutionäre Konzepte neu gestaltet. Sein markanter Bart sei zu seinem Markenzeichen geworden“, teilte der Bartträger-Club weiter mit.
Die Deutsche Post würdigte den Künstler durch die Ausgabe eines Postwertzeichens im Wert von 70 Eurocent für einen Standardbrief in der Serie Design aus Deutschland am 8. Dezember 2016. Der Entwurf der Briefmarke stammt von den Bremer Grafikern Sibylle und Fritz Haase. Das Bildmotiv stellt Colanis Schlaufenstuhl von 1968 dar, dessen Formgebung von biomorphen Strukturen inspiriert ist. Der Plastikstuhl namens Poly-COR wurde von COR-Sitzkomfort hergestellt und verbindet Eero Saarinens einbeinigen Plastikstuhl samt Tulpenfuß mit einem Freischwinger. „Der komplizierteste zur Zeit gefertigte Stuhl. Eine gewagte Verschlaufung in Polyester-Injektionstechnik hergestellt“, so Colani damals. Dieser Schlaufenstuhl ist auch der Drehsitz in seiner Kugelküche für Poggenpohl.

## Auszeichnungen (Auswahl)

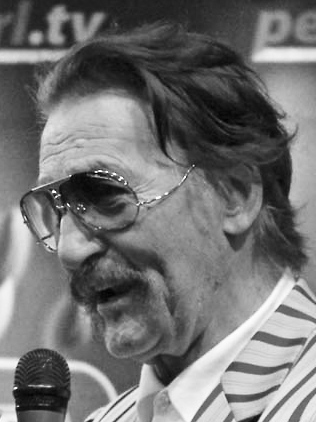
Luigi Colani auf der IFA, 2013
(eine Colani-Brille mit geschwungenen Bügeln tragend)

- 1954: „Rose d’Or de Genève“ (Goldene Rose) beim Genfer Auto-Salon für eine Karosserie auf einem Fiat-1100-TV[80] -Chassis für den Karosseriebauer Rometsch, wovon sich Fiat wiederum mit dem Fiat 1100 TV Spider inspirieren ließ.[23]
- 1972: Die gute Industrieform / iF für das Teeservice Drop[106]
- 1982: Designer of the year in Japan[201]
- 1985: Good Design Award (Japan) für Wasserhähne (Grohe)[202]
- 1986: Golden Camera Award für die Canon T90
- 1995: Clima ’95 für Heizkörper-Armaturen
- 1996: iF Design Award für Heizkörper-Armaturen
- 1997: „Der rote Punkt“ vom Design-Zentrum NRW für Messmer-Pen
- 2003: Rheinland-Pfälzischer Design-Preis für Bank-Design (Automatengehäuse für Geldausgabe u. a. bei der norisbank.[203][204])[205]
- 2004: „if Silver Award“ für eine Skulptur in der permanenten Designausstellung der Pinakothek der Moderne, München[114]
- 2005: Club „Belle Moustache“
- 2006: Grand Prix Design des XXII. Festival Automobile International, Paris
- 2007: Visionary Design Award vom ArtCenter College of Design in Pasadena für sein Lebenswerk[62]
- 2007: „Outstanding lifetime contribution to design“ – weltweite Umfrage unter Architekten, Designern und Grafikern vom FX magazine in London.[114][61][206]

Weitere Auszeichnungen:

## Zitate
„Beflügelt vom Geist der Studentenrevolte, wollte Colani, der sich gerne in der Nachfolge der Gesamtkunstwerk-Ideen des Jugendstils sieht, nicht bloß Produkte verbessern, sondern Gesellschaft verändern. In seinem Traktat ‚Ylem‘ beschrieb er 1971 eine schöne neue Welt, in der die Menschen – ähnlich wie in der Fernsehserie ‚Raumpatrouille Orion‘ – unter den Meeren in ‚subaquatischen Siedlungen‘ oder weit über der Erde schwebend in ‚Pilzhäusern‘ leben, bei denen sich an einen elliptischen Zentralraum kugelförmige Nebenzellen mit Küche, Bad, Ess- und Sanitäreinheiten anschließen. Mit den biomorphen Formen seiner Behausungen bezieht er sich auf den Uterus und die Höhle, in denen er perfekte Metaphern für Schutz und Geborgenheit sieht. ‚Der weiche, kantenlose Raum der Ellipse‘, schreibt er, ‚strahlt in seiner horizontlosen Harmonie eine Nestwärme aus, die das Wohnen in eckigen früheren Räumen als unzumutbare Quälerei erscheinen lassen wird.‘“

„Solange die Maulhelden in Führungspositionen behaupten, sie wollen Fortschritt, in Wirklichkeit jedoch nicht anderes tun, als den Nachlass zu verwalten und eine riesige Blase vor sich her tragen, bleibt die Zukunft Deutschlands ein riesiger Luftballon. Diese Konformisten bauen die Autos des 2. Jahrtausends und haben noch gar nicht begriffen, dass wir bereits mitten im 3. Jahrtausend sitzen.“

"Wir leben auf einem runden Erdkörper. Da oben fliegt kein einziger Koffer 'rum. Die alle sausen auf runden und elliptischen Bahnen. Warum soll ich, ein denkender Mensch, und ich bin nun wirklich einer, warum soll ich eckige Sachen machen? Wenn Sie ein Gebäude bauen auf diesem Erdenrund, das so 300 oder 400 Meter lang ist, die Außenwände werden zum Erdmittelpunkt gelotet. Plötzlich ist das Haus unten 4 cm kürzer als oben. Stellt euch das mal vor. Das ist die Unmöglichkeit, auf einem runden Planeten eckiges Zeug zu bauen. Die Leute, die eckiges bauen, die sind längst am Ende." – LUIGI COLANI: 2005

„Das deutsche ‚Bauhaus‘ bereitet Ihnen Sorgen. Was ist passiert?“
„Ja, richtig. Es gibt noch eine Sache, die ich angehen werde: das Bauhaus, unser geliebtes Bauhaus. Ich sage Ihnen, wieso. Mein Vater war Filmarchitekt und ein großer Architekturfan. Er hat mir vor seinem Tod noch etwas abgenommen: „Hör zu, was nach dem Krieg passiert ist, das war die echte Zerstörung des Bauhauses.“
Schauen Sie, ich zeichne es Ihnen auf – das Quadrat, das Dreieck und der Kreis – oder in der dritten Dimension – Würfel, Pyramide, Kugel – Kandinsky, Wassily, Gropius – Leuchtende Farben. Das gab es alles bis ’33. Dann wurde erst mal alles zerschlagen. Das war den Nazis zu kosmopolitisch. Die waren viel zu locker für die Nazis. Nach dem Krieg wurde am Bauhaus aber nur das Quadrat, das eckige Design propagiert und befolgt. Hierfür gibt es aber keine Entschuldigung, für diese Entgleisung. Ab 1945 haben die am Bauhaus Nazidesign gemacht.“

„Nimm einen Stein und wirf ihn ins Wasser, der Stein ist rund, die Flugbahn ist rund, die Kreise im Wasser sind rund, unsere Welt ist rund und bewegt sich mit Milliarden von anderen, runden Himmelskörpern in Harmonie auf runden Bahnen. Selbst bis in die arterhaltende Erotik erregen uns runde Formen. Warum soll ich, ein denkender Mensch, es denen nachmachen, die unsere Welt eckig sehen? Ich setze den Kampf von Galileo Galilei fort, auch meine Welt ist rund.“

## Publikationen
- YLEM, nicht im „ordentlichen“ wissenschaftlichen Sprachschatz gebraucht, da Zentralwort wagemutiger Spekulation über die Entstehung des Alls von grösster geistiger Penetranz und Elastizität. Edizione internazionale Colani, Bertelsmann Sachbuchverlag, Gütersloh 1971, ISBN 3-570-08427-2. (Vorwort und 120 lose farbige Abbildungsblätter, in rotem Kunststoffkoffer und ergonomischem Handgriff; Abbildungen.)
- Part 1 – Designing Tomorrow Car Styling. Akira Fujimoto (Hrsg.), Special Edition, Tomorrow, Bd. 23, September 1978, Ledereinband, San'ei Shobo Publishing, Tokio, (japanisch, englisch), ISBN 978-1-131-27981-7, ISBN 4-7796-0984-X.
- Part 2 – For a Brighter Tomorrow Car Styling. Akira Fujimoto (Hrsg.), Tomorrow, Bd. 34, San'ei Shobo Publishing, Tokio 1981, ISBN 4-7796-0984-X, OCLC 631772695.
- Part 3 – Bio‐design of Tomorrow Car Styling. Akira Fujimoto (Hrsg.), Tomorrow, Bd. 46, San'ei Shobo Publishing, Tokio 1984, ISBN 4-7796-0984-X, OCLC 81575944.
- Colani – Band 1–4. Bildbände. Bd. 1, 1986; Bd. 2 & 3, 1987; Inova-Verlag, Zofingen; Bd. 4, 2000, Colani Design International, Toulouse, Bern u. a. [incl. Wiederabdruck der Bände 1–3], limitierte Auflage, nur erhältlich bei www.colani.ch und www.colaniswelt.ch.[211]
- Vorwort in: Leonhard Salleck: Der Schlüssel: Geheime Botschaften in Leonardo da Vincis Abendmahl. Kastner Verlag, Wolnzach 2004, ISBN 978-3-937082-11-0, Vorwort.
- mit Albrecht Bangert: Colani – Das Gesamtwerk. Bangert Verlag, Schopfheim 2004, ISBN 3-936155-76-3.
- mit Albrecht Bangert: The Complete Oeuvre. Bangert Verlag, Schopfheim 2004, ISBN 3-936155-75-5.
- Albrecht Bangert: Colani: Fifty Years of Designing the Future. Thames & Hudson, London 2004, ISBN 978-0-500-34204-6.
- mit Albrecht Bangert: Colani – Die Kunst die Zukunft zu gestalten. Bangert Verlag, Schopfheim 2004, ISBN 3-936155-77-1.
- mit Albrecht Bangert: Colani – The Art of Shaping the Future. Bangert Verlag, Schopfheim 2004, ISBN 3-936155-78-X.
- Luigi Colani – Concept Design of Tomorrow. In: Car Styling Magazine, Special Edition, Juli 2010, Inhaltsverzeichnis.
- Bio-Industrie-Design: Herausforderungen und Visionen. In: Karl-Heinrich Grote, Jörg Feldhusen (Hrsg.), Dubbel – Taschenbuch für den Maschinenbau, 24. Auflage, Springer, Berlin / Heidelberg 2014, ISBN 978-3-642-38891-0, S. 433–434, doi:10.1007/978-3-642-38891-0_44.
- mit Juri Postnikov: Bio-Industrie-Design: Herausforderungen und Visionen. In: Karl-Heinrich Grote, Beate Bender, Dietmar Göhlich (Hrsg.), Dubbel – Taschenbuch für den Maschinenbau, 25. Auflage, Springer, Berlin / Heidelberg 2018, ISBN 978-3-662-54805-9, S. 423–425 (F51–53), doi:10.1007/978-3-662-54805-9_43, Internet-Datei.